# Miss Estados Unidos
Miss Estados Unidos o Miss EE. UU. (en inglés: Miss USA) es un título de belleza femenina de Estados Unidos. También se conoce así al certamen que lo confiere y que se celebra anualmente, juzgando la belleza integral, la elegancia, la personalidad, el porte, la pose, la comunicación y la seguridad de candidatas provenientes de diferentes estados del país. Al igual que ocurre con el título Miss América, se dice que la portadora es «la mujer más bella del país». Cada concursante representa su estado de origen o residencia y la ganadora del título lo lleva por un periodo de alrededor de un año, añadiendo a él, el año en que lo ganó. Miss USA 2024, y actual reina del certamen, es Alma Cooper de Míchigan, quien ganó el título el 4 de agosto de 2024 en el Peacock Theatre, en Los Ángeles, California. Ella fue la delegada del país al certamen, Miss Universo 2024.
Miss Estados Unidos es un concurso muy popular y con gran seguimiento en todo el país, sobre todo, en la costa este del país; así mismo goza de cierta popularidad en América Latina. Anne Jakrajutatip es la propietaria del concurso mediante el conglomerado multinacional JKN Global Group, que conforma la Miss Universe Organization L.P., LLLP (Organización Miss Universo—MUO, por sus siglas en inglés–), cuya Presidenta es Paula M. Shugart; dicha empresa organiza este concurso y sus dos certámenes hermanos, Miss Universo y Miss Estados Unidos Adolescente. Esta misma organización mantiene, comercializa y agenda las actividades y necesidades de las tres portadoras de los títulos, siendo su imagen principal la Miss EE. UU. en funciones.

## Historia
La historia de Miss Estados Unidos comienza en 1950, cuando Yolande Betbeze, ganadora del concurso rival de Miss América se negó a posar en traje de baño proporcionados por los patrocinadores de baño Catalina. Catalina decidió retirar su patrocinio y crear su propio certamen de competencia. Los dueños también incluyeron una subsidiaria de Gulf+Western Industries, ITT corp, en 1996 el multimillonario Donald Trump compró el concurso hasta que él mismo lo vendío a WME/IMG en 2015.
La primera edición de Miss Estados Unidos y Miss Universo se celebraron simultáneamente en Long Beach, California en 1952, y la primera ganadora de Miss USA fue Miss Nueva York Jackie Loughery. Asistieron treinta delegadas en el primer año de la competencia, y muchos estados No compitieron durante las dos primeras décadas de la historia del concurso. Desde la década de 1970, cada estado y el Distrito de Columbia han enviado un delegada cada año. Alaska compitió por primera vez en 1959 y Hawái en 1960. Ambos estados competían por separado en Miss Universo hasta ese momento.
El certamen fue presentado en la cadena estadounidense CBS desde 1963 hasta el 2002, y durante muchos años fue conocido por tener a presentadores de programas de concursos de la cadena como maestros de ceremonia del evento. John Charles Daly fue el anfitrión desde 1963-1966, Bob Barker desde 1967 hasta 1987, Dick Clark desde 1989 a 1993, y Bob Goen de 1994 a 1996. La audiencia más alta fue a principios de los años 80, cuando ya regularmente aparecía como uno de los shows más visto según los índices de audiencia de Neilsen. La teleaudiencia se redujo drásticamente a partir de la década de 1990 hasta el 2000, de un estimado de espectadores de 20 millones a un promedio de 7 millones de 2000 a 2001. En 2002, el propietario Donald Trump negoció un nuevo acuerdo con NBC, dándoles la mitad de las acciones de Miss USA, Miss Universo y Miss Teen USA y moviéndose a NBC en un contrato inicial de cinco años. La primera edición de NBC salió al aire en 2003. Posteriormente, la NBC rompe relaciones comerciales con Donald Trump, y es entonces cuando la cadena Reelz toma la transmisión del certamen.
Históricamente, la ganadora del título de Miss Estados Unidos ha representado a Estados Unidos en el otro concurso de Miss Universo. Desde su creación hasta el 2022, nueve ganadoras de Miss Estados Unidos han sido coronadas como Miss Universo. A mediados de los años 1960, se estableció que si una Miss Estados Unidos ganase el título de Miss Universo, la primera finalista asumiría el título de MISS Estados Unidos por el resto del año. Las únicas veces que ha pasado fue en 1980, 1995, 1997, 2012 y 2022. En 1967, la primera finalista no aceptó el título y la corona pasó a Cheryl Patton segunda finalista. El único caso en que una primera finalista asumiera el título de Miss USA fue cuando en 1957, se descubriera que Mary Leona Gage ganadora de Miss USA estaba casada.

## Competencia
A diferencia del certamen de Miss America, no hay sección de talento en Miss Estados Unidos. Las concursantes compiten en traje de noche, traje de baño y entrevista.
El concurso consiste en una competencia preliminar celebrada una semana antes de la coronación, donde todas las candidatas son juzgadas en traje de baño, vestido de noche, y entrevistadas por un jurado designado. Es aquí donde las semi-finalistas son elegidas para ser anunciadas durante la transmisión en vivo de la final del concurso. Las seleccionadas luego compiten en traje de baño y vestido de gala, donde algunas son eliminadas y otras proceden a la presentación de las preguntas finales. Usualmente los jueces presentes en la última noche suelen ser distintos a los que juzgaron durante la competencia preliminar.
Desde 1975 a 1999, todas las delegadas que hicieron el corte inicial compitieron en una entrevista en algún formato de la competencia, a menudo participan todas las semi-finalistas. A partir del 2001, esta entrevista fue eliminada y dejando sólo la "pregunta final" para las cinco finalistas. Al final del concurso los jueces oyen todas las respuestas de cada delegada.
Desde 1979 al 2002, el promedio de las puntuaciones de cada delegada se mostraba durante la transmisión en la televisión y, así, las personas podían ver las clasificaciones de las semi-finalistas. Después se cambió en el 2003 a un sistema en "círculo" donde los jueces eligen un cierto número de delegadas a los "círculos", y aquellas con la mayoría de "círculos" hacen el entran a la final. Este fue el mismo sistema que se utilizaba antes del sistema de puntuación computarizada implementado en 1979.

### Competencias estatales
Cada año, cada estado tiene una competencia preliminar para elegir su delegada para el concurso de belleza de Miss USA. En algunos Estados (como Texas y Florida), certámenes locales se celebran también para elegir a las delegadas para la competencia estatal. El estado ganador tendrá el título de "Miss (Estado) USA". por todo el año de reinado.
El estado más exitoso ha sido Texas, ya que es el estado que ha tenido más semifinalistas y ganadoras, incluyendo a cinco consecutivas Miss USA durante la década de 1980s. Otros estados exitosos también incluye a California, Nueva York, Illinois, Hawái Tennessee y Míchigan. Los estados menos exitosos han sido Montana, ya que no ha podido entrar a las finalistas desde los años 1950s; Wyoming, quedando dos veces entre las finalistas; y Delaware, el único estado que nunca había podido entrar a las finalistas hasta la edición de 2015, en donde se posicionó en el top 11 y adicionalmente ganó el premio de "'Mejor compañera"' junto a Miss Alaska .El único estado que ha dado dos Miss Universo es Carolina del Sur.
La licencia de la organización Miss Universo dio licencias a los directores de los certámenes estatales, en la que algunos casos son responsables en más de un estado. Uno de los mejores grupo de dirección han sido RPM Productions, creado en 1980 (Luisiana, Carolina del Norte, Carolina del Sur), y Vanbros, creados a principios de los años 1990 (Arkansas, Kansas, Misuri, Nebraska y Oklahoma), ambos que han existido desde 1990. Future Productions es el que dirige más estados, seis, a lo largo de la Región Central y Rocosa.

## Ganadoras
La primera euroasiática en ganar Miss Estados Unidos fue Mai Shanley en 1984, la primera de origen latino fue Laura Martinez-Harring en 1985, la primera afroamericana en ganar fue Carole Gist en 1990
y, por último, la primera de origen árabe-musulmán fue Rima Fakih en 2010 nacida en Líbano.
La Miss Estados Unidos de mayor edad es R'Bonney Gabriel (Miss Estados Unidos 2022) de Texas, se coronó con 28 años de edad.
Brandi Sherwood ha sido la única en haber tenido los títulos de Miss Estados Unidos Adolescente y Miss Estados Unidos. Ella fue Miss Idaho Teen USA, Miss Teen USA 1989, Miss Idaho USA 1997, primera finalista de Miss USA 1997 y en mayo de 1997 asumió el título de Miss USA después que Brook Lee ganara el certamen de Miss Universo. Nueve Miss USA han competido en Miss Teen USA:
Shanna Moakler (1995), (Miss Rhode Island Teen USA 1992), Ali Landry (1996), (Miss Luisiana Teen USA 1990), Kimberly Pressler (1999) (Miss Nueva York Teen USA 1994), Lynnette Cole (2000) (Miss Tennessee Teen USA 1995), Susie Castillo (2003) (Miss Massachusetts Teen USA 1998), Chelsea Cooley (2005) (Miss Carolina del Norte Teen USA 2000), Tara Conner (2006) (Miss Kentucky Teen USA 2002) Rachel Smith (2007) (Miss Tennessee Teen USA 2002) y Alyssa Campanella (2011)  (Miss Nueva Jersey Teen USA 2007)
Cinco ganadoras de Miss Estados Unidos también han competido en Miss America. Estas incluyen a las ganadoras de Miss Estados Unidos 1954-1956 (Miriam Stevenson, Carlene King Johnson, Carol Morris), Mai Shanley (1984) y Shandi Finnessey (2004). Shandi Finnessey, Miss USA 2004 y Miss Misuri 2002 ganaron un premio en la preliminar de Vestidos de Noche en Miss America 2003. Miriam Stevenson, Miss South Carolina 1953, Top 10 en Miss America 1954.
Solamente una titular de Miss Estados Unidos ha sido ganadora de "Miss World América", Olivia Jordan (2015), quien además compitió en Miss Mundo. Olivia es la primera estadounidense en competir en Miss Mundo y en Miss Universo.
Varias ganadoras del Miss Estados Unidos han terminados sus carreras en la industria del entretenimiento, de las más exitosas en la industria incluye a Laura Martínez Herring, Shanna Moakler, Ali Landry, Brandi Sherwood, Susie Castillo y Shandi Finnessey.

### Lista de ganadoras
| Año         | Miss Estados Unidos          | Representación          | Sede                              | Posición en Miss Universo |
| ----------- | ---------------------------- | ----------------------- | --------------------------------- | ------------------------- |
| 2024        |                              |                         |                                   |                           |
| Alma Cooper | Míchigan                     | Los Angeles, California | Sin clasificación                 |                           |
| 2023        | Savannah Gankiewicz (asumió) | Hawái                   | Reno, Nevada                      | No compitió               |
| 2023        | Noelia Voigt (renunció)      | Utah                    | Reno, Nevada                      | Top 20                    |
| 2022        | Morgan Romano                | Carolina del Norte      | Reno, Nevada                      | No compitió               |
| 2022        | R'Bonney Gabriel             | Texas                   | Reno, Nevada                      | Miss Universo 2022        |
| 2021        | Elle Smith                   | Kentucky                | Tulsa, Oklahoma                   | Top 10                    |
| 2020        | Asya Branch                  | Misisipi                | Memphis, Tennessee                | Top 21                    |
| 2019        | Cheslie Kryst †              | Carolina del Norte      | Reno, Nevada                      | Top 10                    |
| 2018        | Sarah Rose Summers           | Nebraska                | Shreveport, Luisiana              | Top 20                    |
| 2017        | Kára McCullough              | Distrito de Columbia    | Las Vegas, Nevada                 | Top 10                    |
| 2016        | Deshauna Barber              | Distrito de Columbia    | Las Vegas, Nevada                 | Top 9                     |
| 2015        | Olivia Jordan                | Oklahoma                | Baton Rouge, Luisiana             | Segunda Finalista         |
| 2014        | Nia Sanchez                  | Nevada                  | Baton Rouge, Luisiana             | Primera Finalista         |
| 2013        | Erin Brady                   | Connecticut             | Las Vegas, Nevada                 | Top 10                    |
| 2012        | Nana Meriwether              | Maryland                | Las Vegas, Nevada                 | No compitió               |
| 2012        | Olivia Culpo                 | Rhode Island            | Las Vegas, Nevada                 | Miss Universo 2012        |
| 2011        | Alyssa Campanella            | California              | Las Vegas, Nevada                 | Top 16                    |
| 2010        | Rima Fakih                   | Míchigan                | Las Vegas, Nevada                 | Sin clasificación         |
| 2009        | Kristen Dalton               | Carolina del Norte      | Las Vegas, Nevada                 | Top 10                    |
| 2008        | Crystle Stewart              | Texas                   | Las Vegas, Nevada                 | Top 10                    |
| 2007        | Rachel Smith                 | Tennessee               | Hollywood, California             | Cuarta Finalista          |
| 2006        | Tara Conner                  | Kentucky                | Baltimore, Maryland               | Cuarta Finalista          |
| 2005        | Chelsea Cooley               | Carolina del Norte      | Baltimore, Maryland               | Top 10                    |
| 2004        | Shandi Finnessey             | Misuri                  | Hollywood, California             | Primera Finalista         |
| 2003        | Susie Castillo               | Massachusetts           | San Antonio, Texas                | Top 15                    |
| 2002        | Shauntay Hinton              | Distrito de Columbia    | Gary, Indiana                     | Sin clasificación         |
| 2001        | Kandace Krueger              | Texas                   | Gary, Indiana                     | Segunda Finalista         |
| 2000        | Lynnette Cole                | Tennessee               | Branson, Misuri                   | Top 5                     |
| 1999        | Kimberly Pressler            | Nueva York              | Branson, Misuri                   | Sin clasificación         |
| 1998        | Shawnae Jebbia               | Massachusetts           | Branson, Misuri                   | Top 5                     |
| 1997        | Brandi Sherwood              | Idaho                   | Shreveport, Luisiana              | No compitió               |
| 1997        | Brook Lee                    | Hawái                   | Shreveport, Luisiana              | Miss Universo 1997        |
| 1996        | Ali Landry                   | Luisiana                | South Padre Island, Texas         | Top 6                     |
| 1995        | Shanna Moakler               | Nueva York              | South Padre Island, Texas         | No compitió               |
| 1995        | Chelsi Smith                 | Texas                   | South Padre Island, Texas         | Miss Universo 1995        |
| 1994        | Lu Parker                    | Carolina del Sur        | South Padre Island, Texas         | Top 6                     |
| 1993        | Kenya Summer Moore           | Míchigan                | Wichita, Kansas                   | Top 6                     |
| 1992        | Shannon Marketic             | California              | Wichita, Kansas                   | Top 10                    |
| 1991        | Kelli McCarty                | Kansas                  | Wichita, Kansas                   | Top 6                     |
| 1990        | Carole Gist                  | Míchigan                | Wichita, Kansas                   | Primera Finalista         |
| 1989        | Gretchen Polhemus            | Texas                   | Mobile, Alabama                   | Segunda Finalista         |
| 1988        | Courtney Gibbs               | Texas                   | El Paso, Texas                    | Top 10                    |
| 1987        | Michelle Royer               | Texas                   | Albuquerque, Nuevo México         | Segunda Finalista         |
| 1986        | Christy Fichtner             | Texas                   | Miami, Florida                    | Primera Finalista         |
| 1985        | Laura Martínez-Herring       | Texas                   | Lakeland, Florida                 | Top 10                    |
| 1984        | Mai Shanley                  | Nuevo México            | Lakeland, Florida                 | Top 10                    |
| 1983        | Julie Hayek                  | California              | Tennessee, Knoxville              | Primera Finalista         |
| 1982        | Terri Utley                  | Arkansas                | Biloxi, Misisipi                  | Cuarta Finalista          |
| 1981        | Kim Seelbrede                | Ohio                    | Biloxi, Misisipi                  | Top 10                    |
| 1980        | Jineane Ford                 | Arizona                 | Biloxi, Misisipi                  | No compitió               |
| 1980        | Shawn Weatherly              | Carolina del Sur        | Biloxi, Misisipi                  | Miss Universo 1980        |
| 1979        | Mary Therese Friel           | Nueva York              | Biloxi, Misisipi                  | Top 10                    |
| 1978        | Judi Andersen                | Hawái                   | Charleston, Carolina del Sur      | Primera Finalista         |
| 1977        | Kimberley Tomes              | Texas                   | Charleston, Carolina del Sur      | Top 12                    |
| 1976        | Barbara Elaine Petersen      | Minnesota               | Cataratas del Niágara, Nueva York | Sin Clasificación         |
| 1975        | Summer Bartholomew           | California              | Cataratas del Niágara, Nueva York | Segunda Finalista         |
| 1974        | Karen Morrison               | Illinois                | Cataratas del Niágara, Nueva York | Top 12                    |
| 1973        | Amanda Jones                 | Illinois                | Nueva York, Nueva York            | Primera Finalista         |
| 1972        | Tanya Wilson                 | Hawái                   | Dorado, Puerto Rico               | Top 12                    |
| 1971        | Michelle McDonald            | Pensilvania             | Miami Beach, Florida              | Top 12                    |
| 1970        | Deborah Shelton              | Virginia                | Miami Beach, Florida              | Primera Finalista         |
| 1969        | Wendy Dascomb                | Virginia                | Miami Beach, Florida              | Top 15                    |
| 1968        | Dorothy Anstett              | Washington              | Miami Beach, Florida              | Cuarta Finalista          |
| 1967        | Cheryl Patton                | Florida                 | Miami Beach, Florida              | No Compitió               |
| 1967        | Sylvia Hitchcock             | Alabama                 | Miami Beach, Florida              | Miss Universo 1967        |
| 1966        | Maria Remenyi                | California              | Miami Beach, Florida              | Top 10                    |
| 1965        | Sue Downey                   | Ohio                    | Miami Beach, Florida              | Segunda Finalista         |
| 1964        | Barbara Johnson              | Washington D. C.        | Miami Beach, Florida              | Top 16                    |
| 1963        | Marite Ozers                 | Illinois                | Miami Beach, Florida              | Top 15                    |
| 1962        | Macel Wilson                 | Hawái                   | Miami Beach, Florida              | Top 10                    |
| 1961        | Sharon Brown                 | Luisiana                | Miami Beach, Florida              | Cuarta Finalista          |
| 1960        | Linda Bement                 | Utah                    | Miami Beach, Florida              | Miss Universo 1960        |
| 1959        | Terry Huntingdon             | California              | Long Beach, California            | Segunda Finalista         |
| 1958        | Arlene Howell                | Luisiana                | Long Beach, California            | Tercera Finalista         |
| 1957        | Mary Leona Gage              | Maryland (Destronada)   | Long Beach, California            | Descalificada             |
| 1957        | Charlotte Sheffield          | Utah (Asumió)           | Long Beach, California            | No Compitió               |
| 1956        | Carol Morris                 | Iowa                    | Long Beach, California            | Miss Universo 1956        |
| 1955        | Carlene Johnson              | Vermont                 | Long Beach, California            | Top 15                    |
| 1954        | Miriam Stevenson             | Carolina del Sur        | Long Beach, California            | Miss Universo 1954        |
| 1953        | Myrna Hansen                 | Illinois                | Long Beach, California            | Primera Finalista         |
| 1952        | Jackie Loughery              | Nueva York              | Long Beach, California            | Top 10                    |

### Galería de reinas

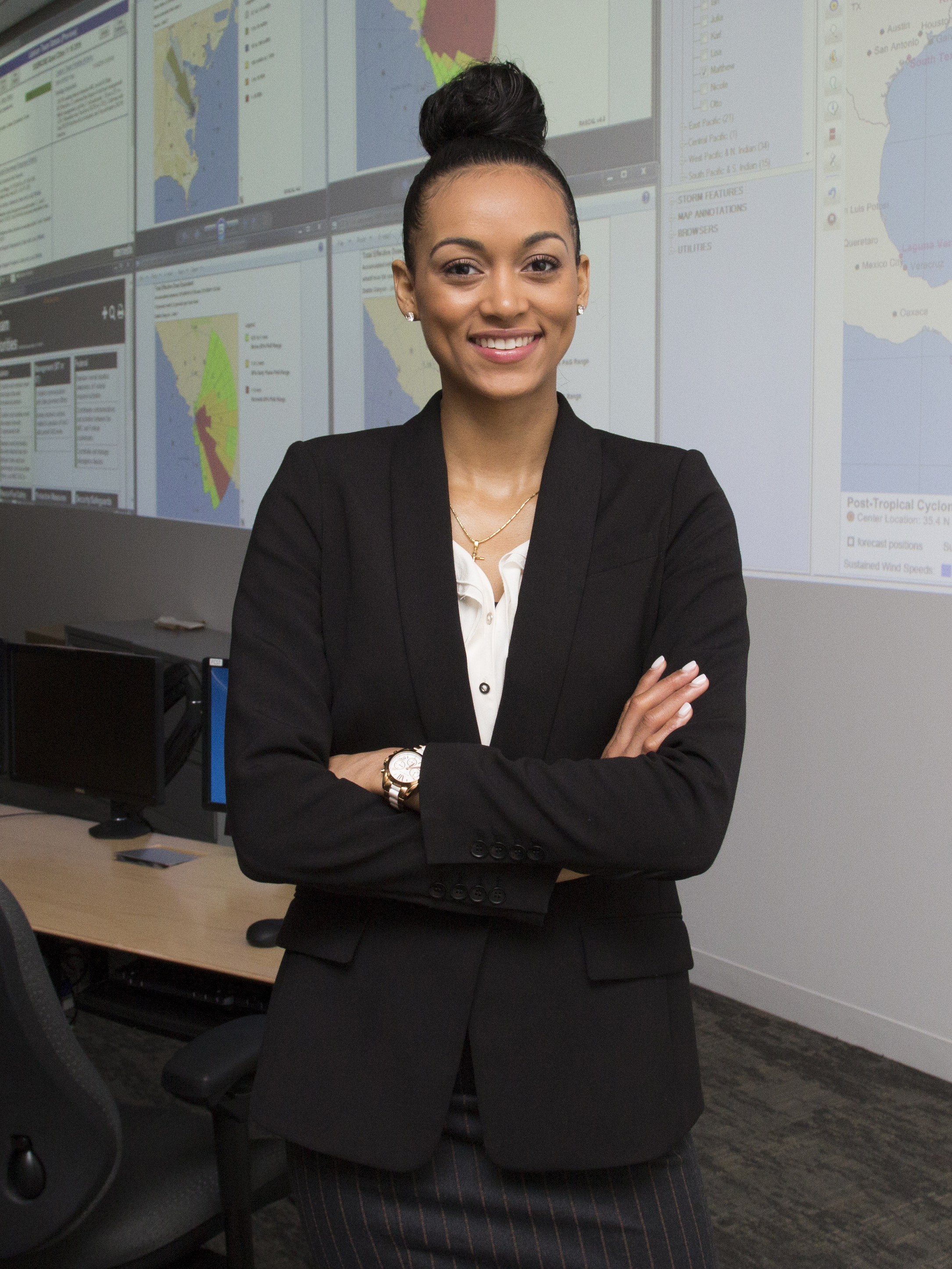
Miss EE. UU. 2017 Kára McCullough, quién compitió como Miss Distrito de Columbia EE. UU..
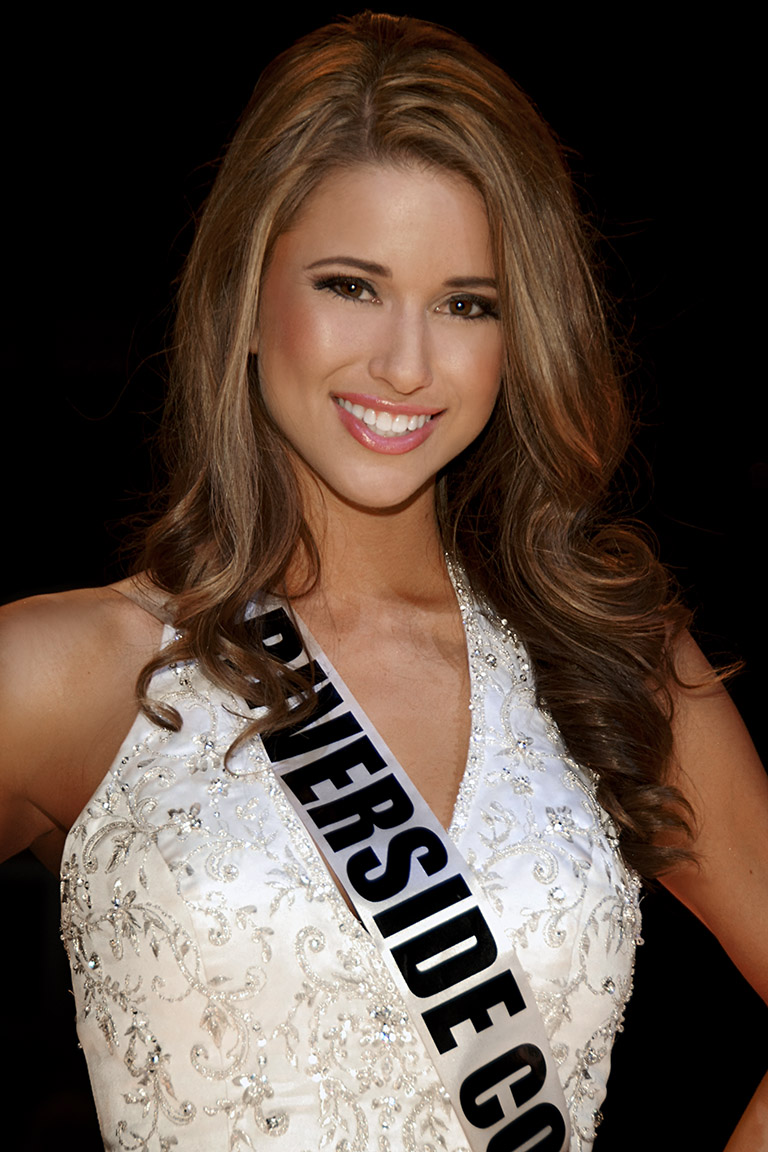
Miss EE. UU. 2014 Nia Sanchez, quien compitió como Miss Nevada EE. UU.
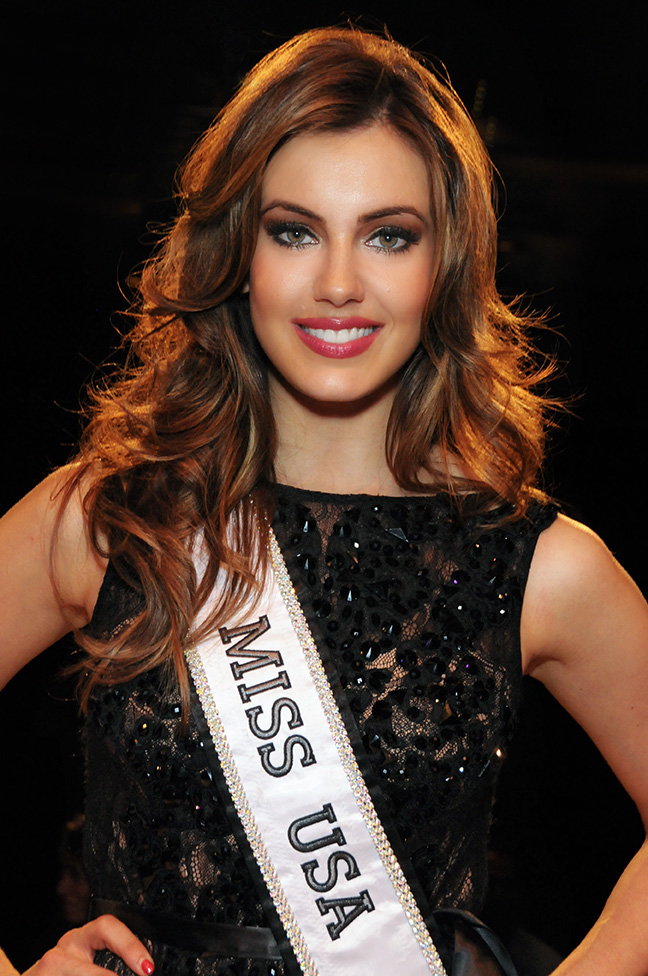
Miss EE. UU. 2013 Erin Brady, quien compitió como Miss Connecticut USA
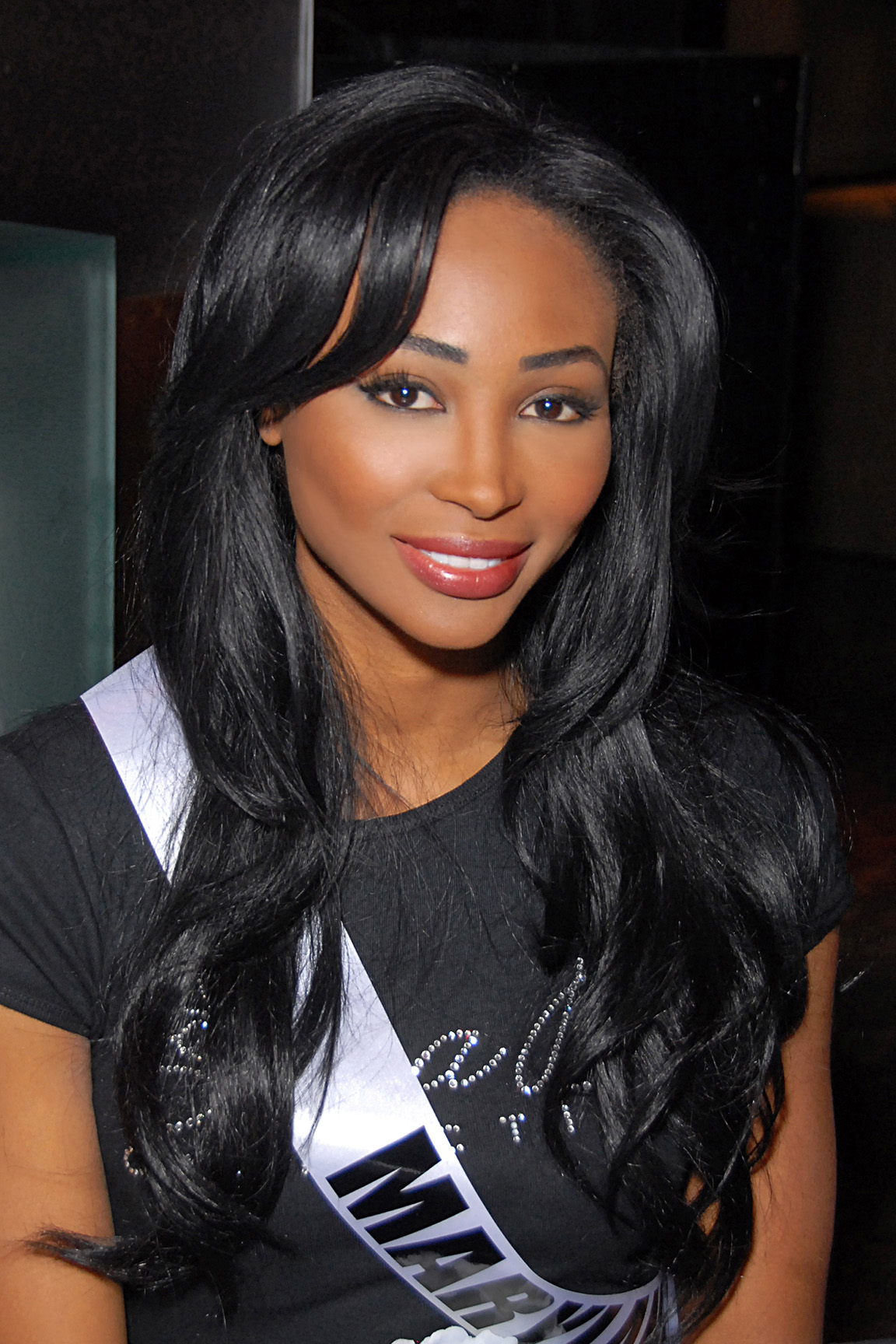
Miss EE. UU. 2012 Nana Meriwether, quien compitió como Miss Maryland EE. UU.
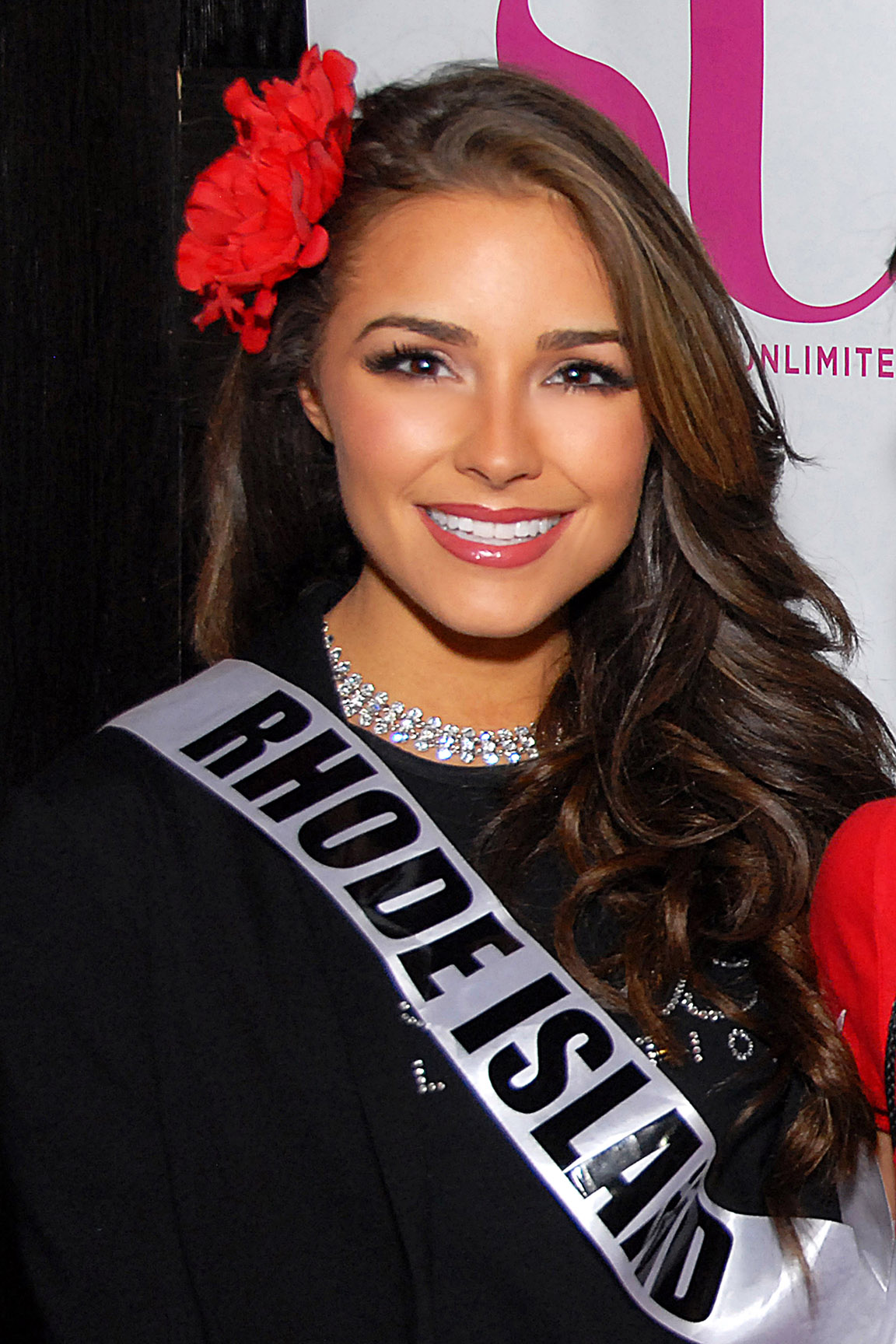
Miss Universo 2012 Olivia Culpo, quien compitió como Miss Rhode Island EE. UU.
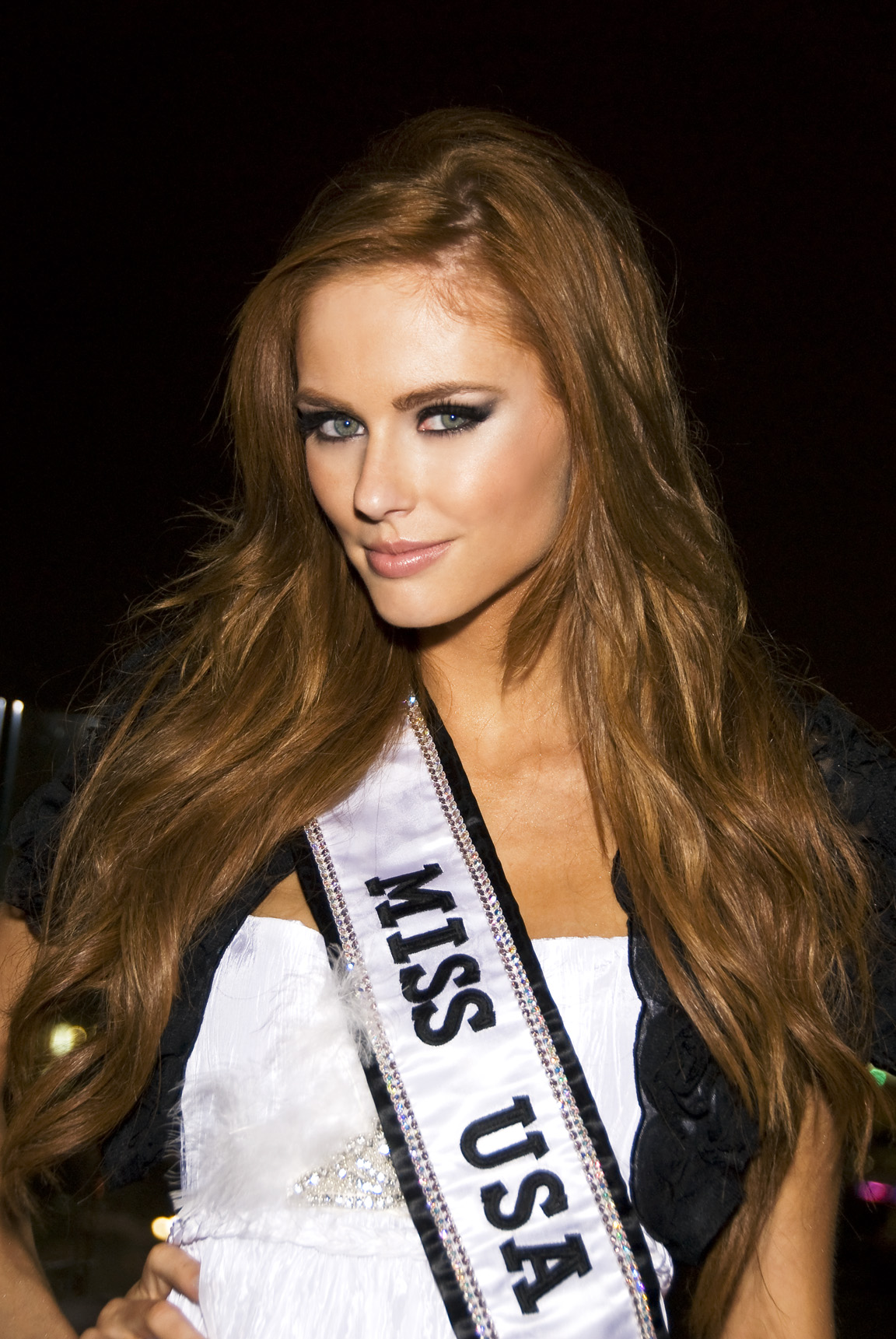
Miss EE. UU. 2011 Alyssa Campanella, quien compitió como Miss California USA
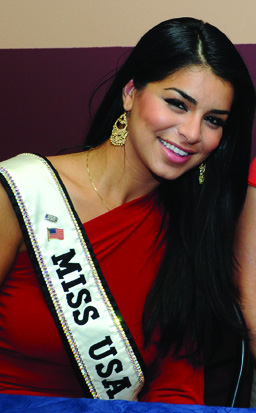
Miss EE. UU. 2010 Rima Fakih, quien compitió como Miss Michigan USA
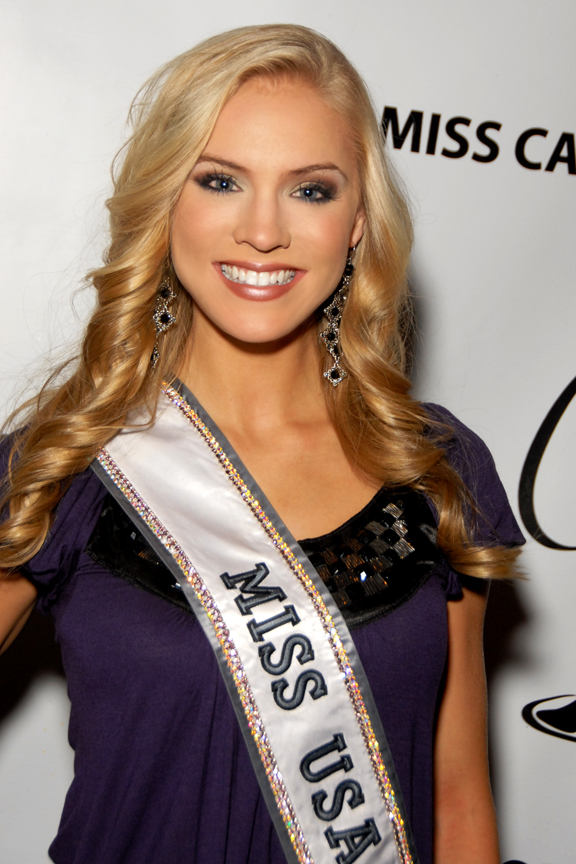
Miss EE. UU. 2009 Kristen Dalton, quien compitió como Miss Carolina del Norte USA
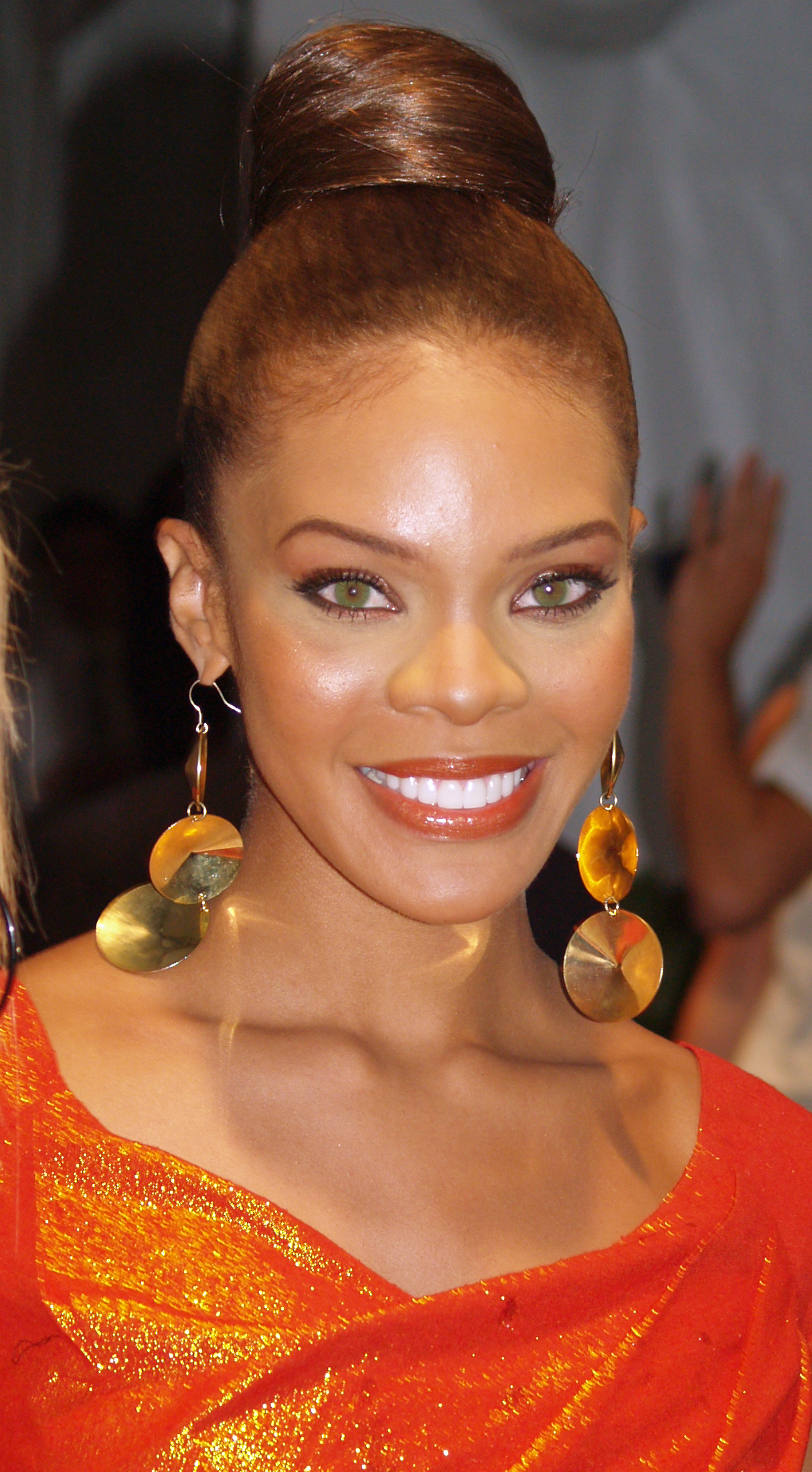
Miss EE. UU. 2008 Crystle Stewart, quien compitió como Miss Texas USA
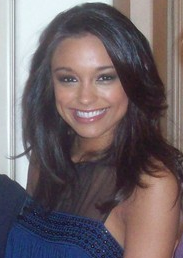
Miss EE. UU. 2007 Rachel Smith, quien compitió como Miss Tennessee USA
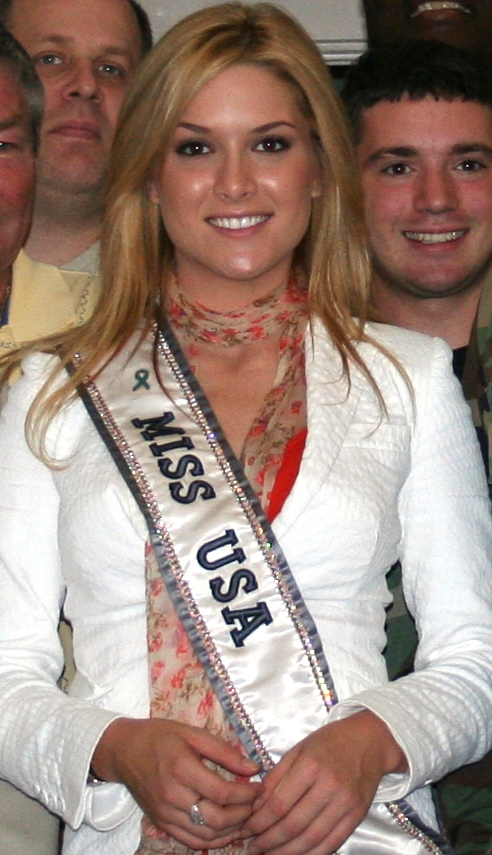
Miss EE. UU. 2006 Tara Conner, quien compitió como Miss Kentucky USA
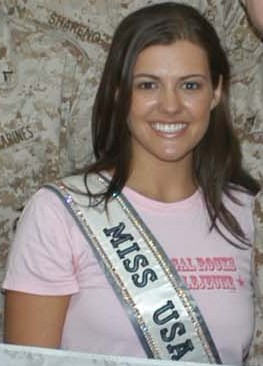
Miss EE. UU. 2005 Chelsea Cooley, quien compitió como Miss Carolina del Norte USA
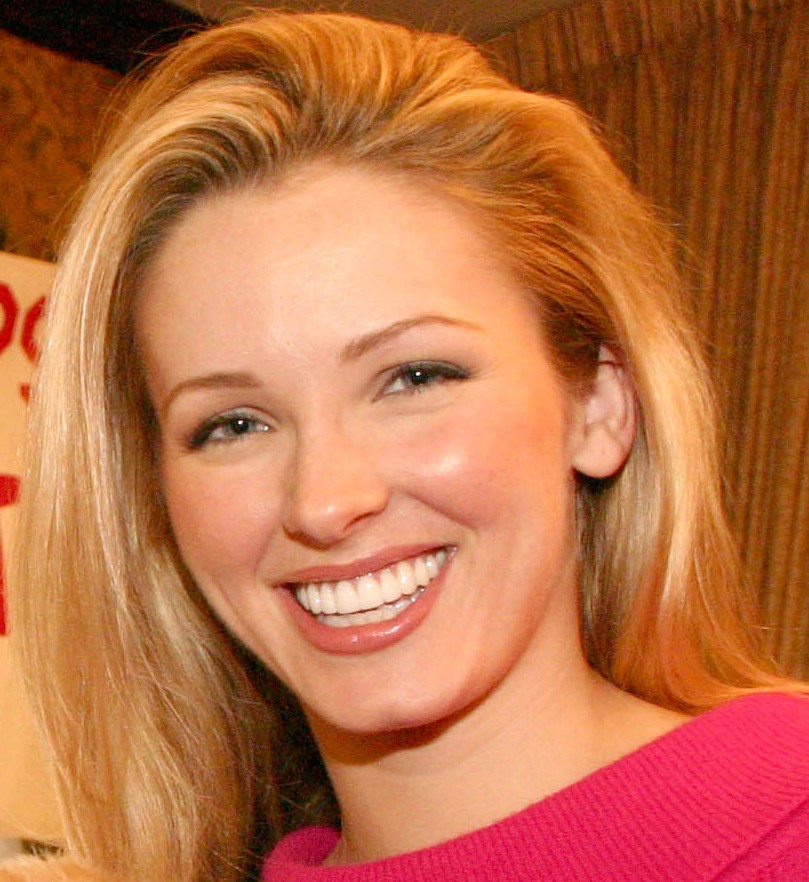
Miss EE. UU. 2004 Shandi Finnessey, quien compitió como Miss Misuri USA
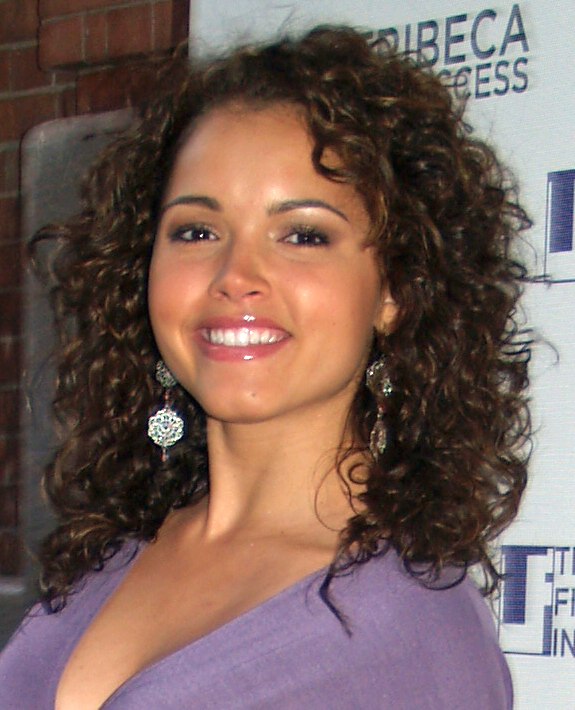
Miss EE. UU. 2003 Susie Castillo, quien compitió como Miss Massachusetts USA
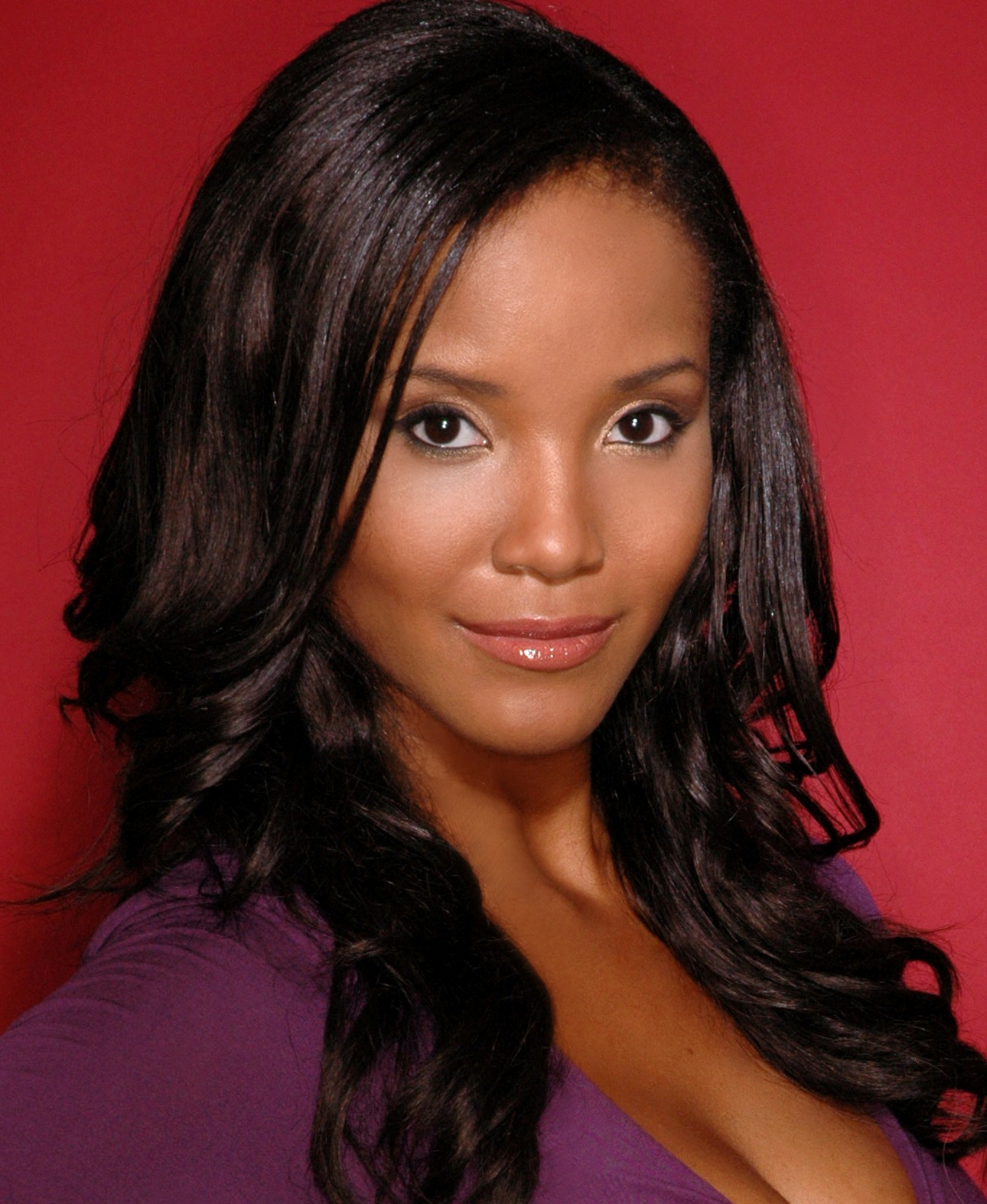
Miss EE. UU. 2002 Shauntay Hinton, quien compitió como Miss Distrito de Columbia USA
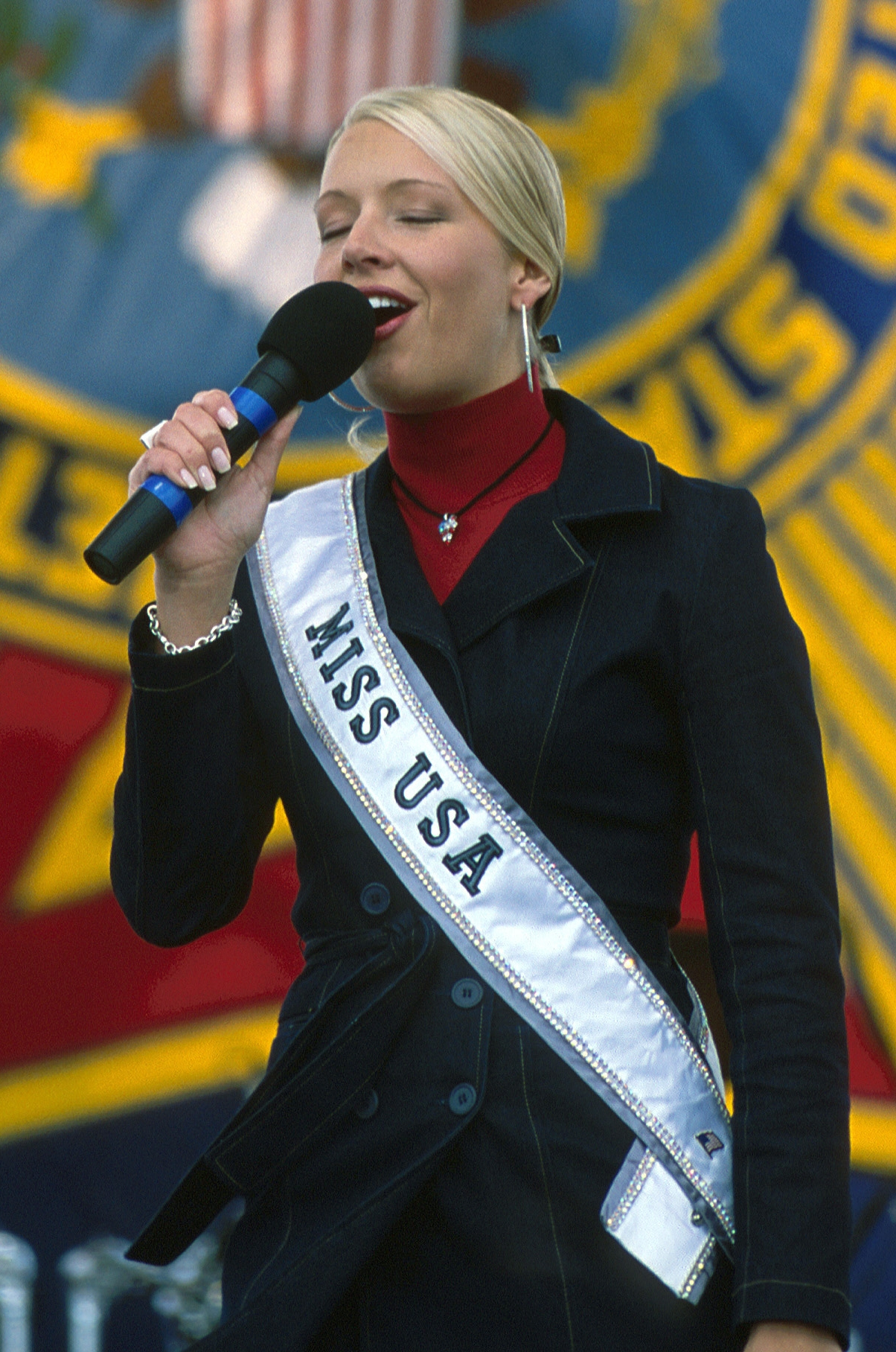
Miss EE. UU. 2001 Kandace Krueger, quien compitió como Miss Texas USA
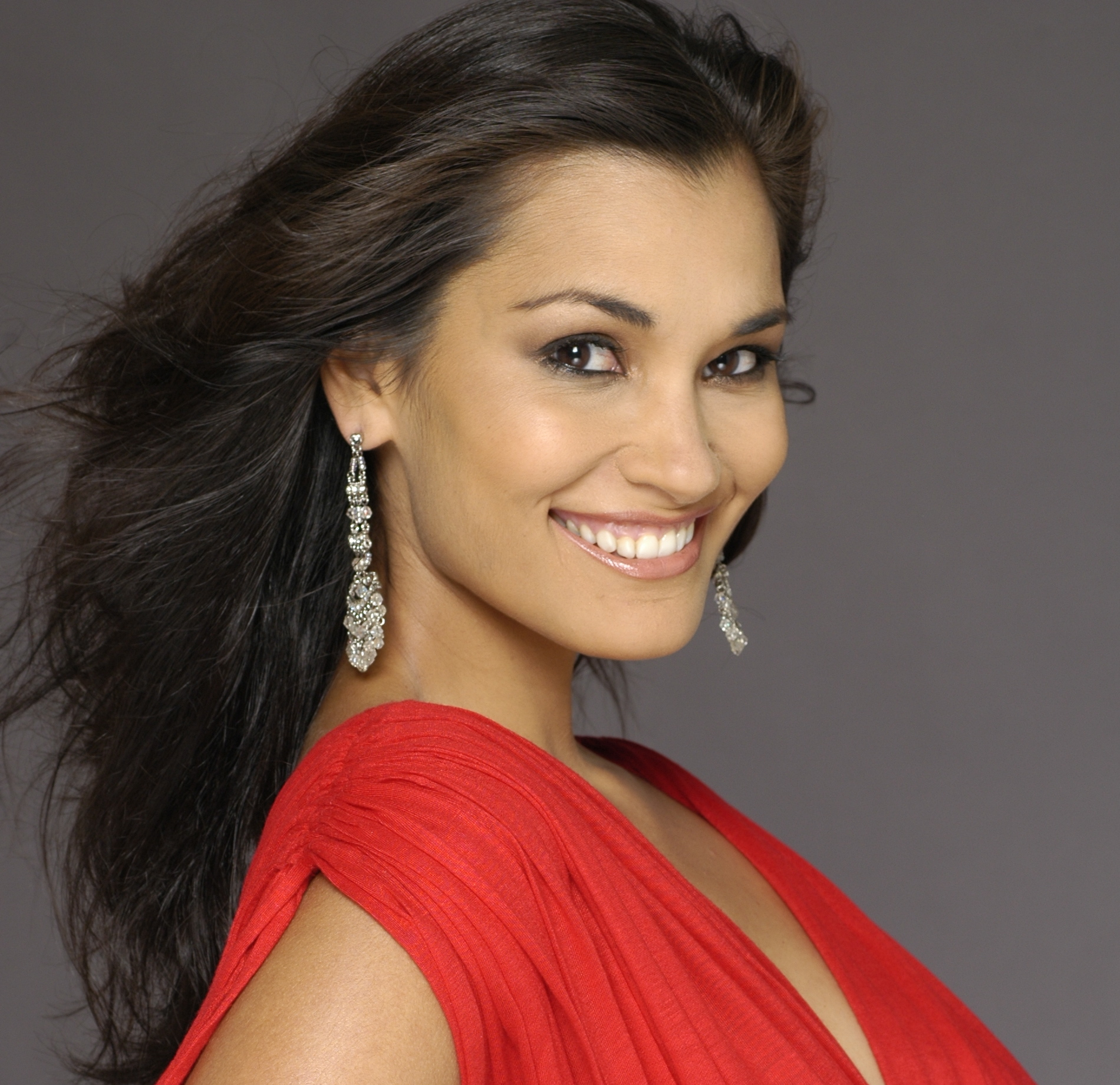
Miss Universo 1997 Brook Lee, quien compitió como Miss Hawaii USA
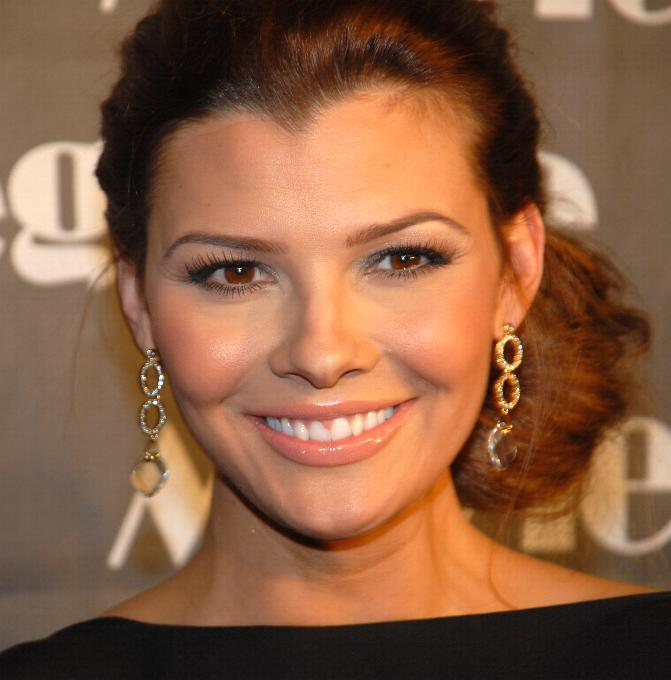
Miss EE. UU. 1996 Ali Landry, quien compitió como Miss Luisiana USA
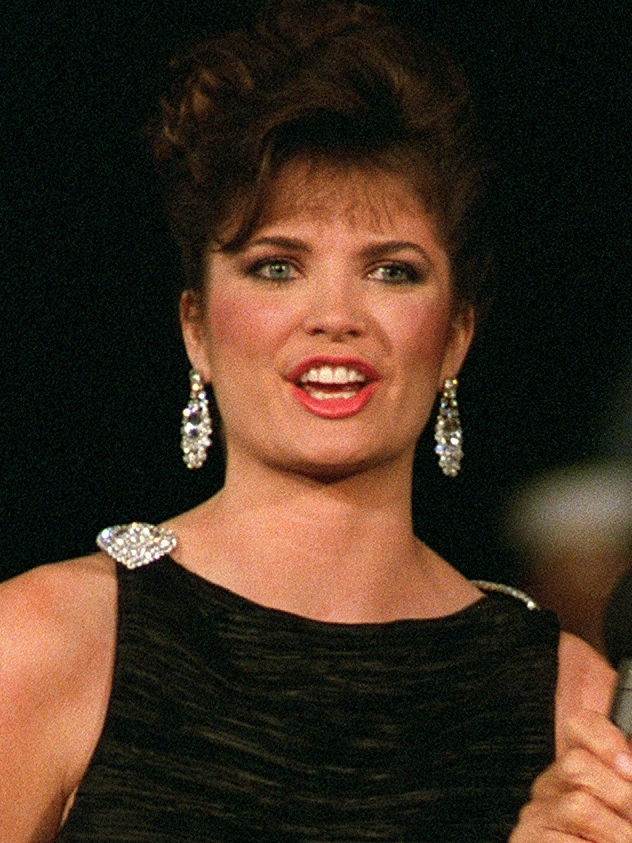
Miss EE. UU. 1987 Michelle Royer, quien compitió como Miss Texas USA
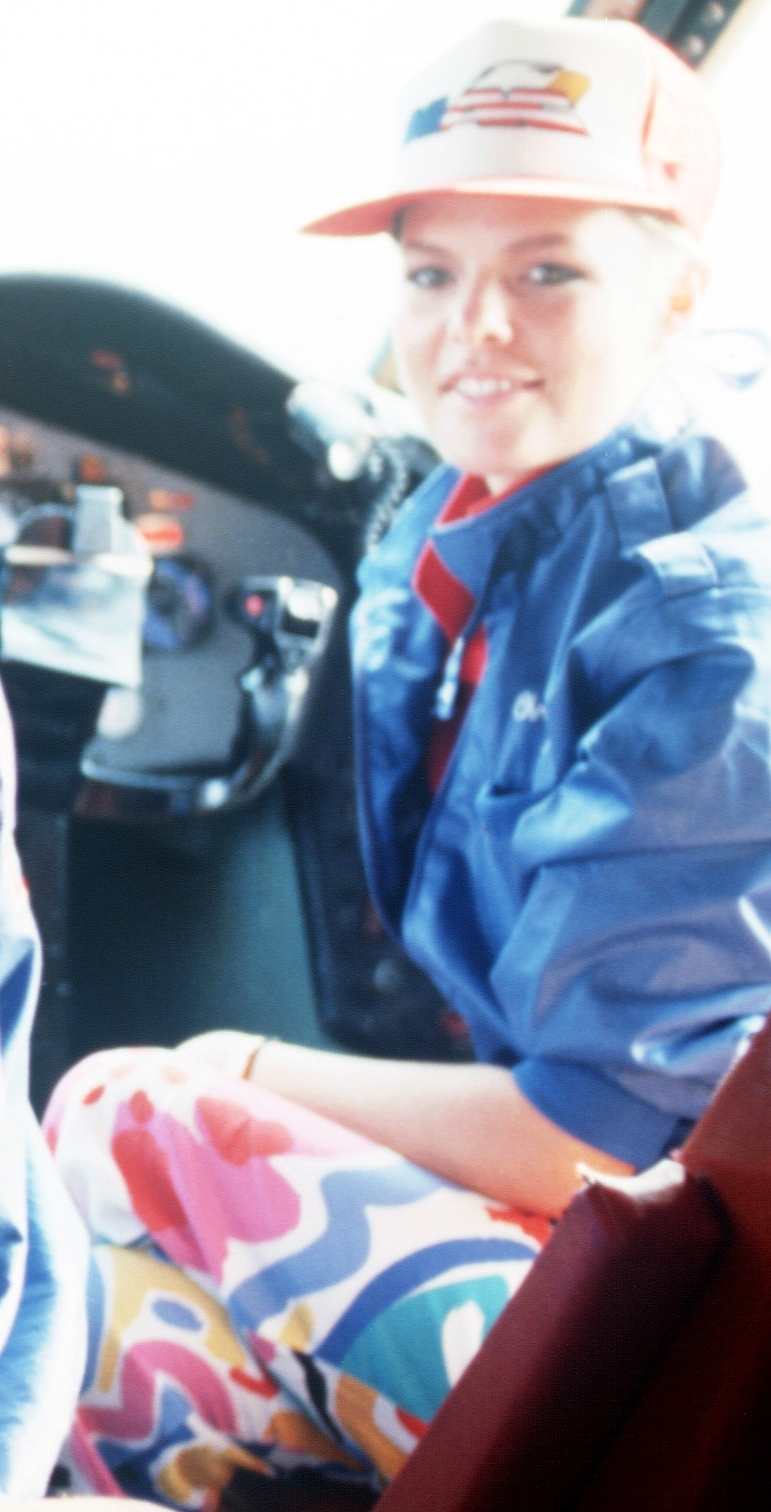
Miss EE. UU. 1986 Christy Fichtner, quien compitió como Miss Texas USA
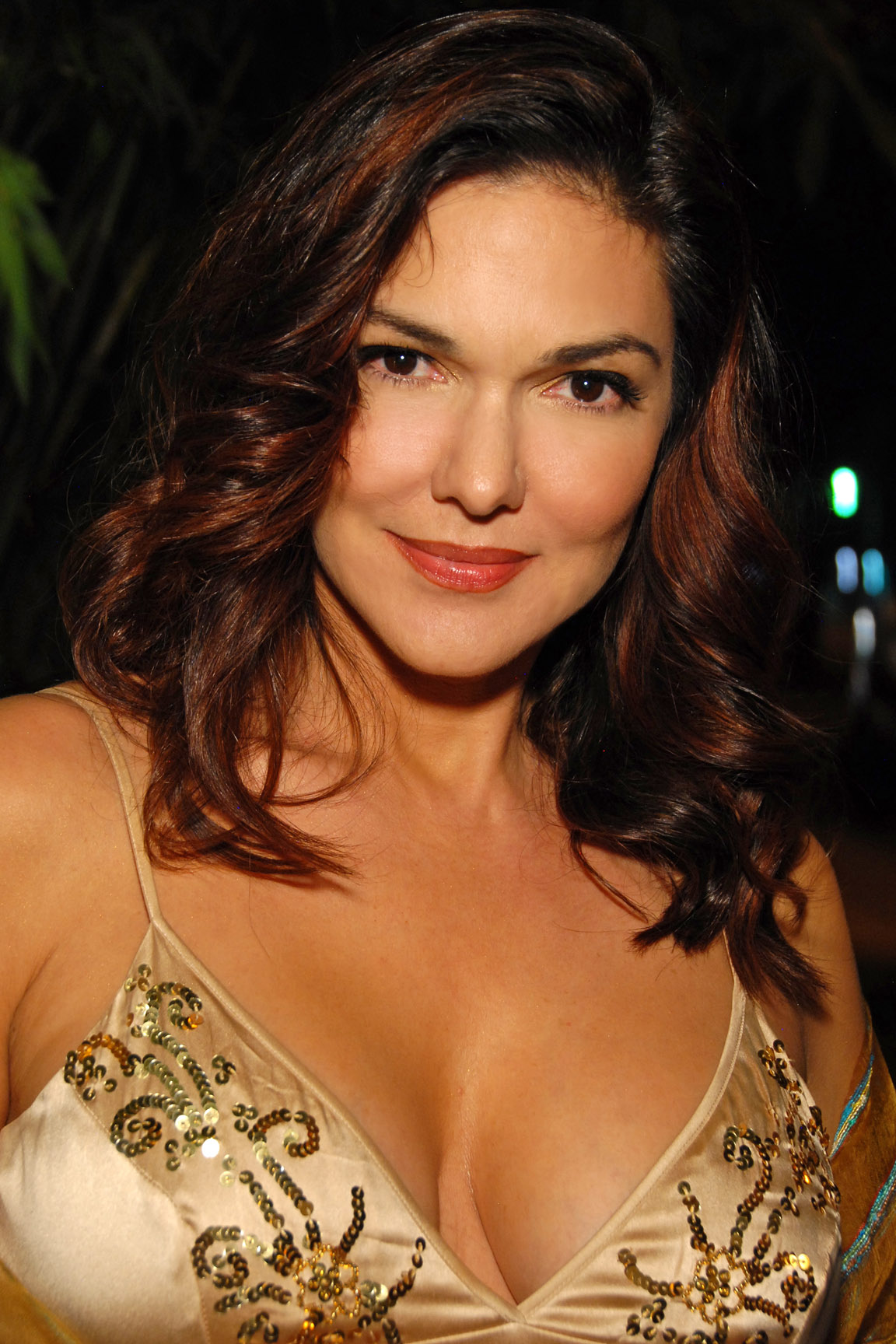
Miss EE. UU. 1985 Laura Harring, quien compitió como Miss Texas USA
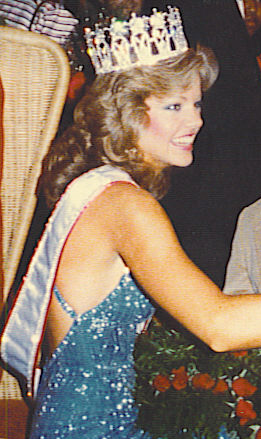
Miss EE. UU. 1983 Julie Hayek, quien compitió como Miss California USA
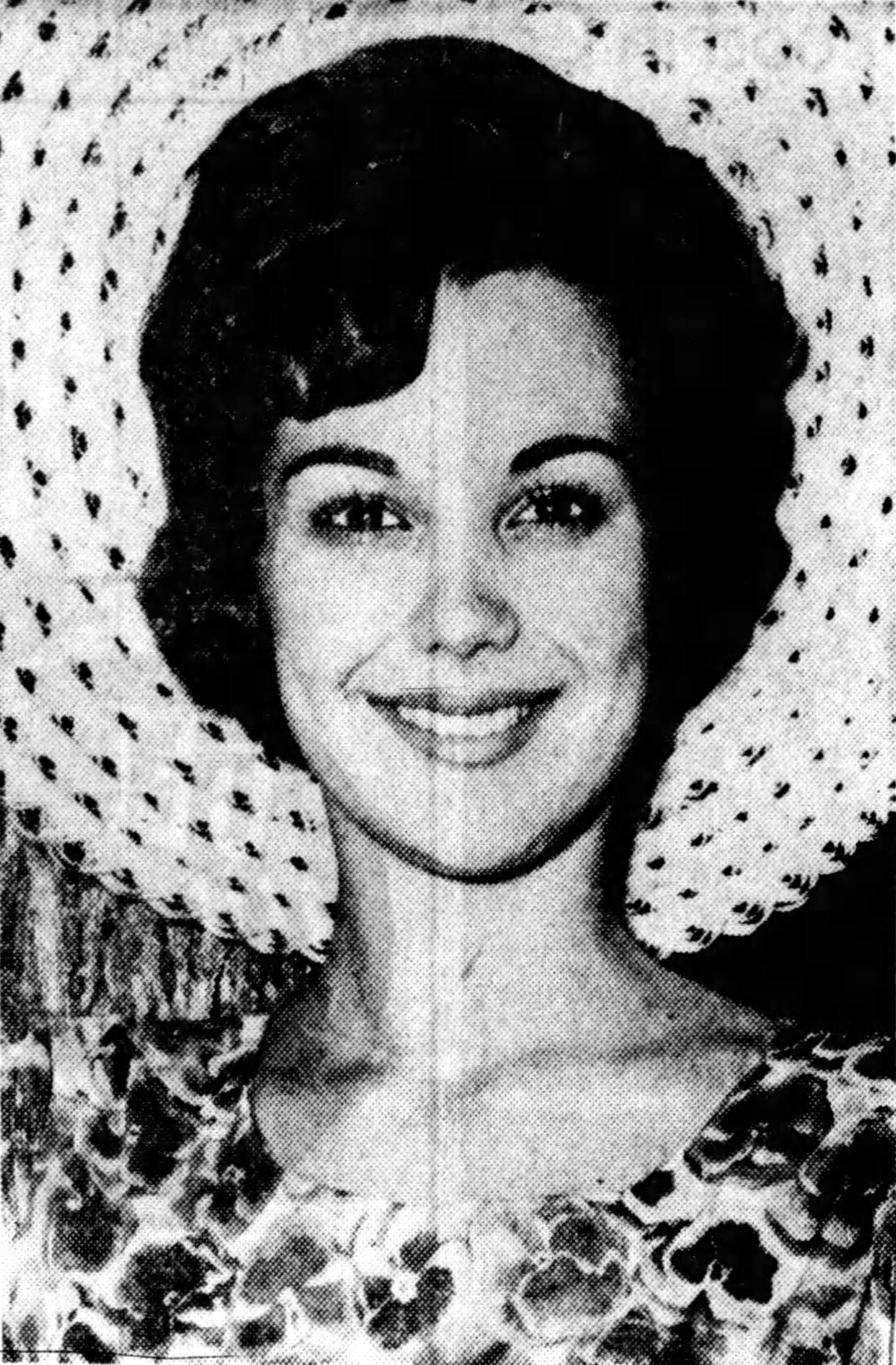
Miss EE. UU. 1961 Sharon Brown , quien compitió como Miss Luisiana USA
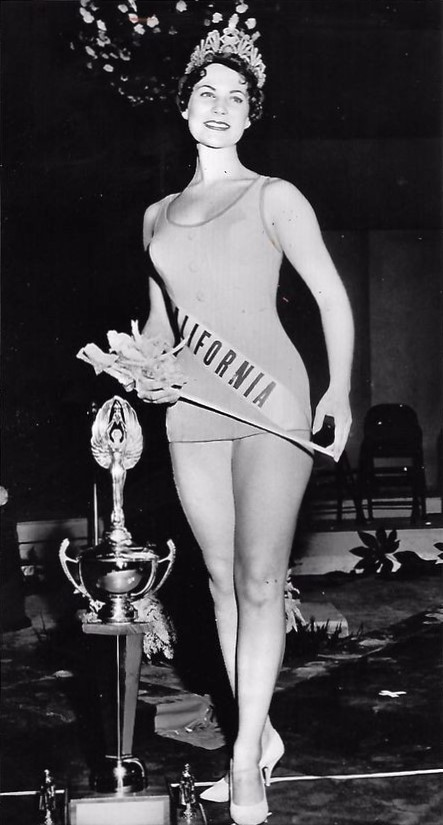
Miss EE. UU. 1959 Terry Huntingdon, quien compitió como Miss California USA
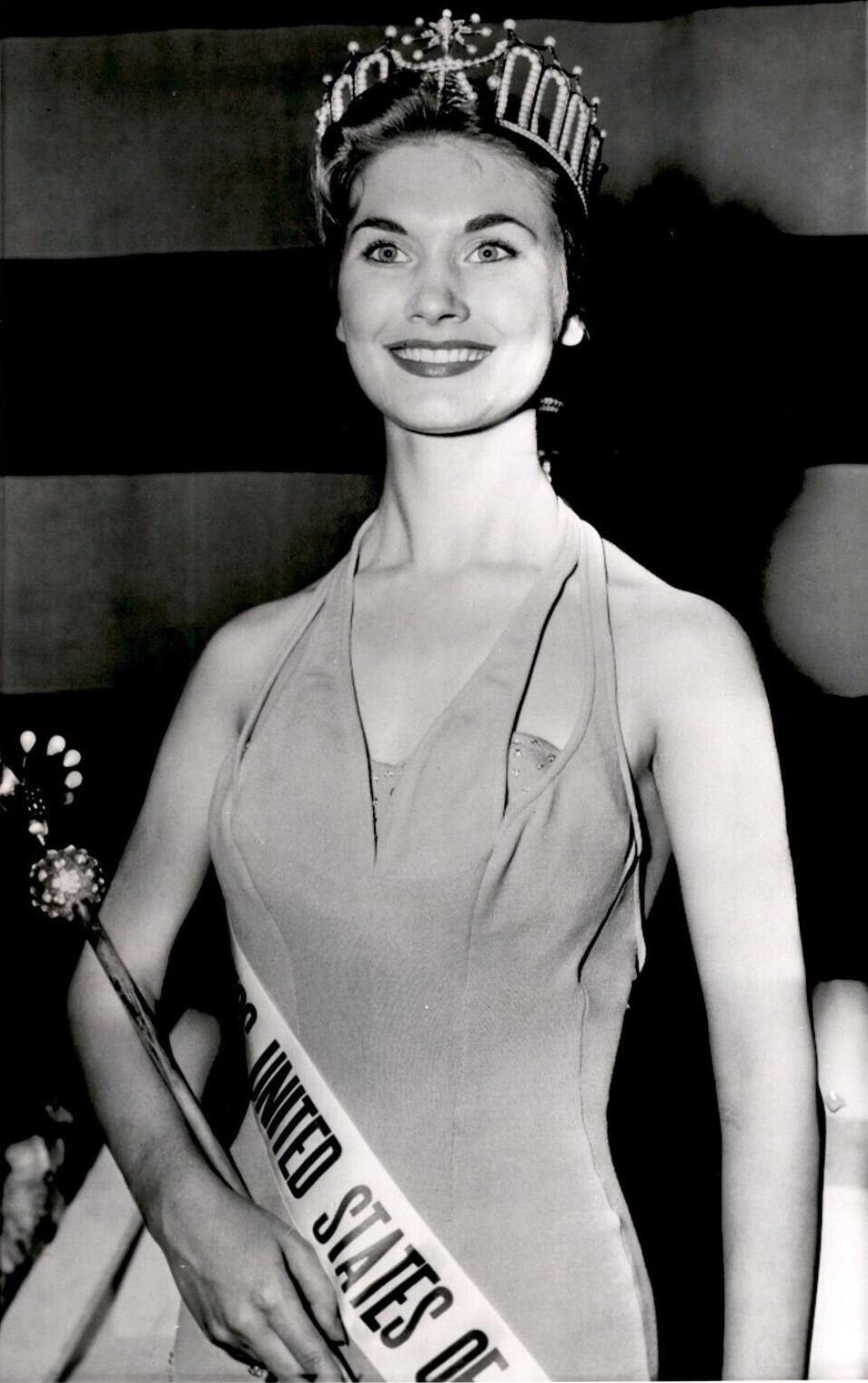
Miss EE. UU. 1958 Eurlyne Howell , quien compitió como Miss Luisiana USA
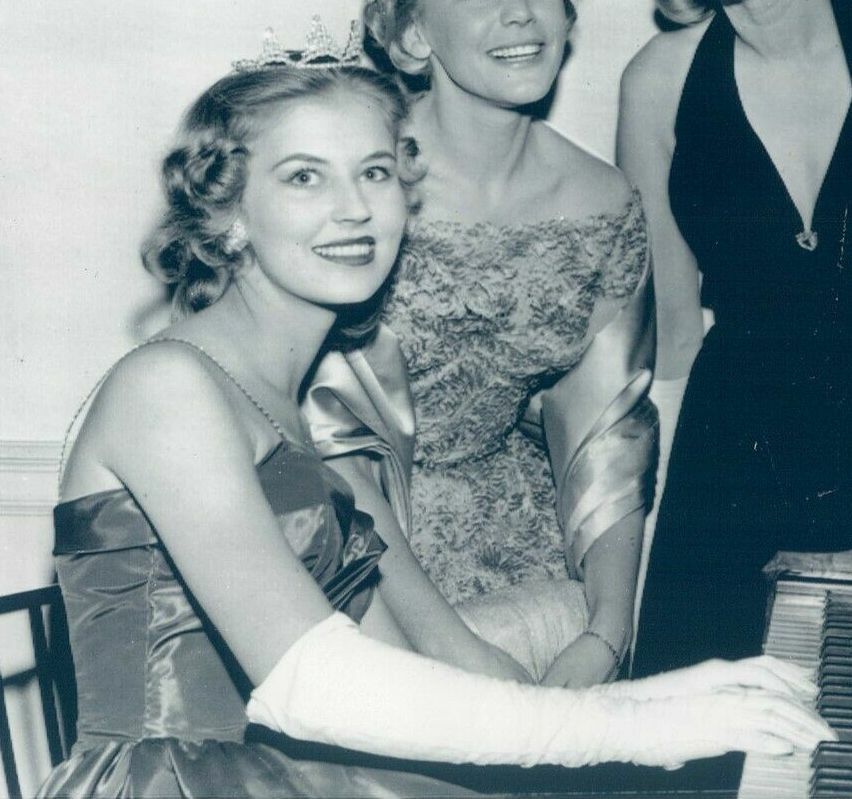
Miss EE. UU. 1957 Charlotte Sheffield, quien compitió como Miss Utad USA
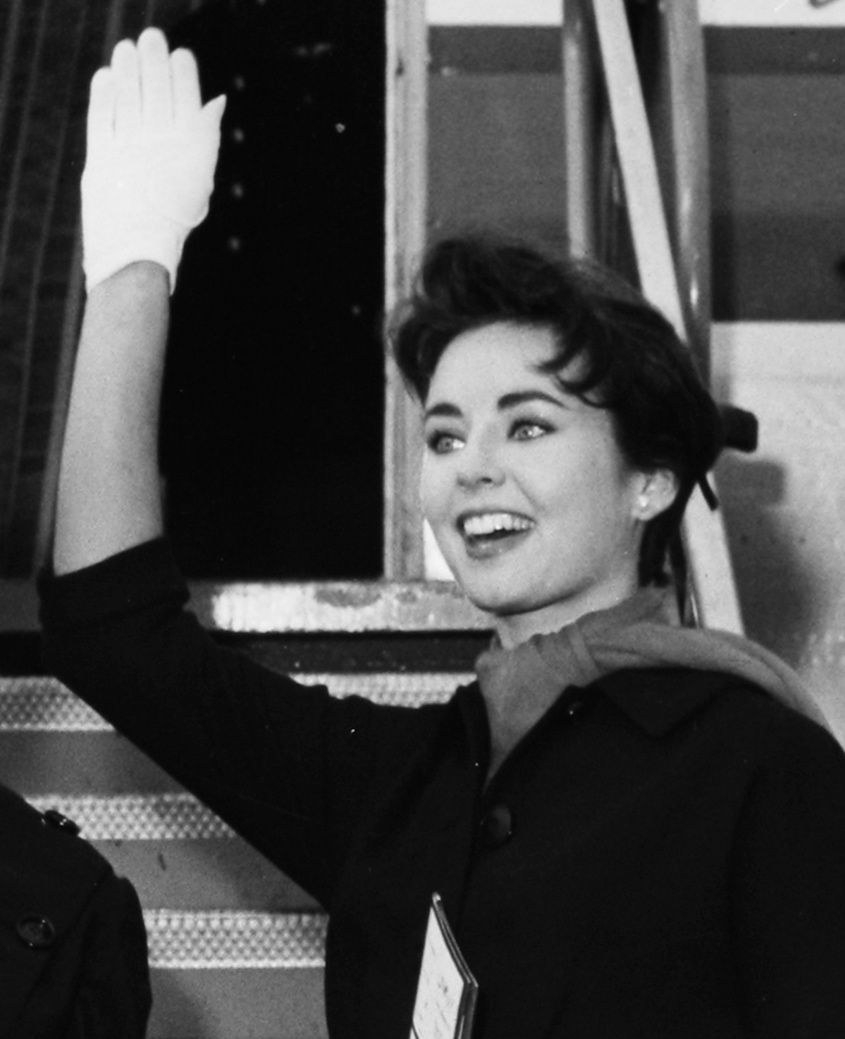
Miss Universo 1956 Carol Morris, quien compitió como Miss Iowa USA
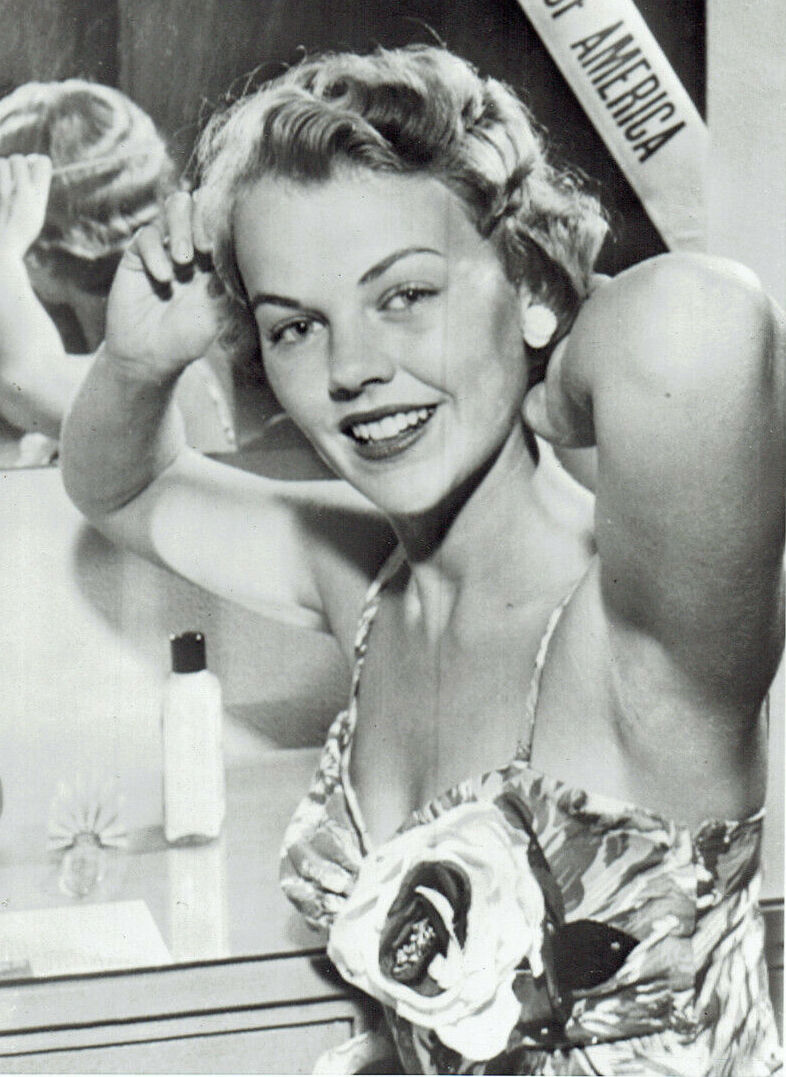
Miss EE. UU. 1955 Carlene King Johnson , quien compitió como Miss Vermont USA
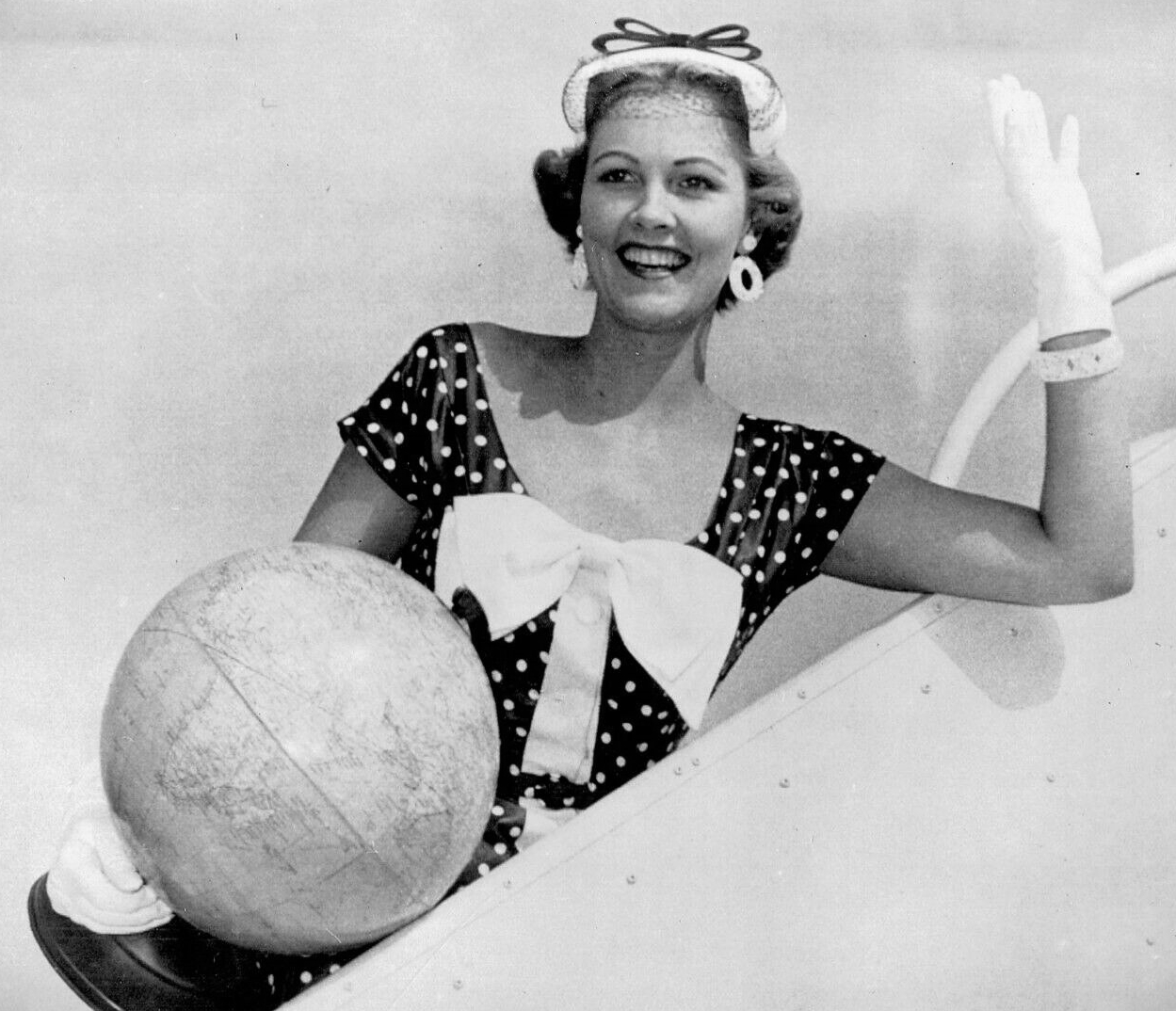
Miss Universo 1954 Miriam Stevenson, quien compitió como Miss Carolina del Sur USA
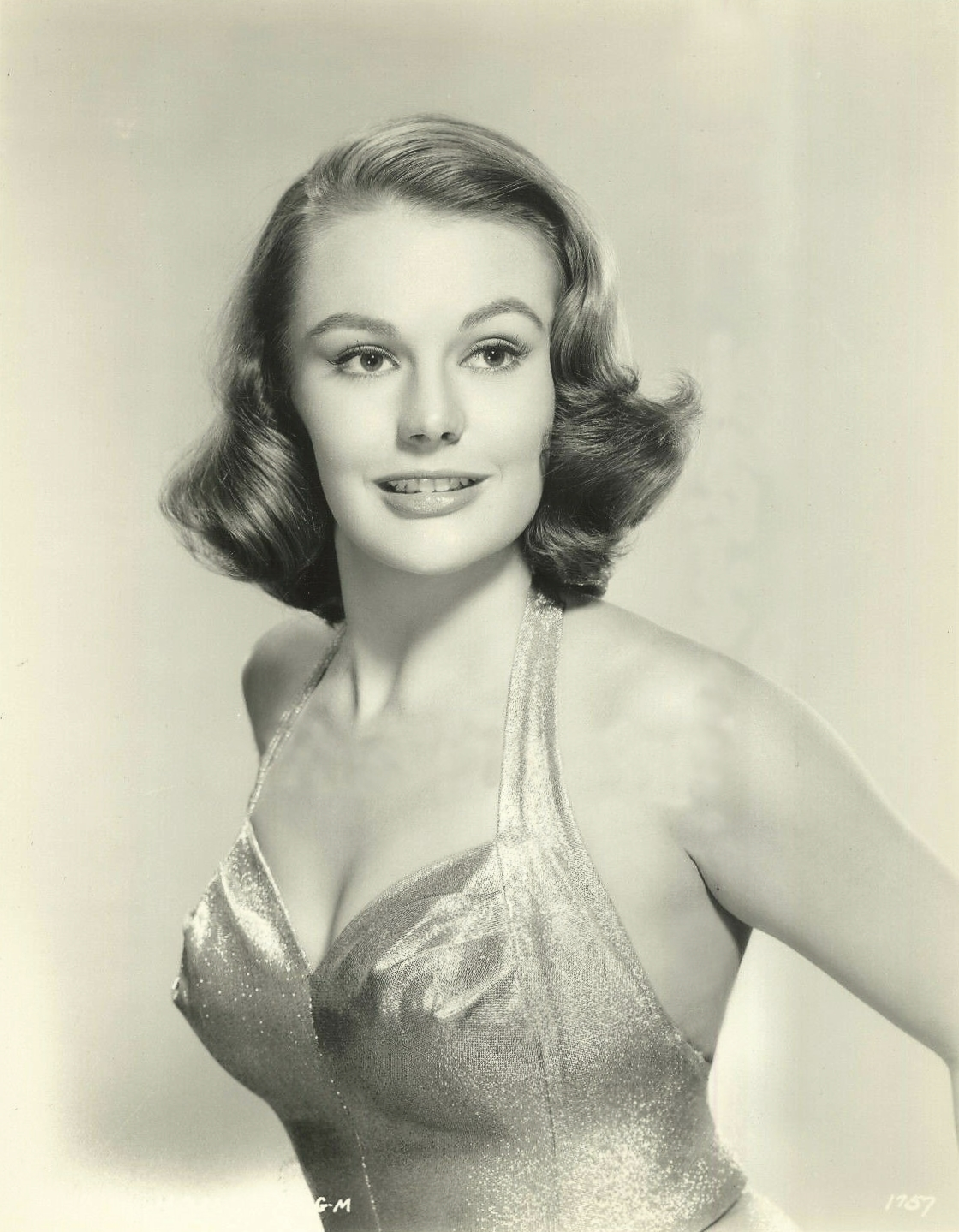
Miss EE. UU. 1953 Myrna Hansen, quien compitió como Miss Illinois USA
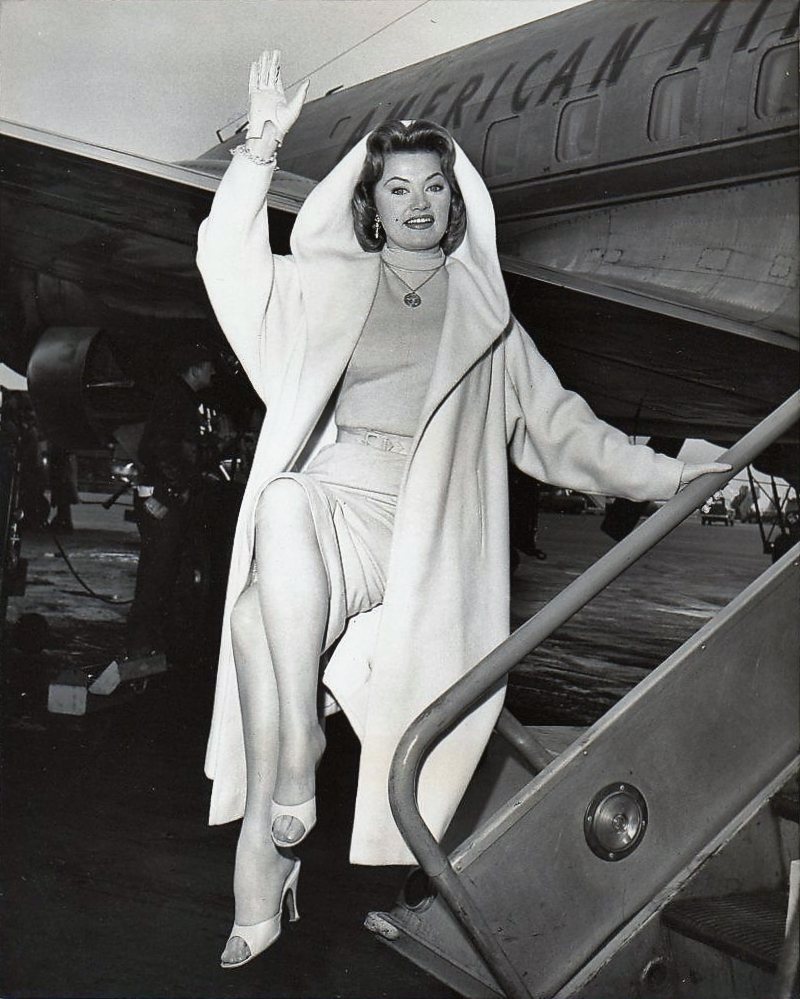
Miss EE. UU. 1952 Jackie Loughery , quien compitió como Miss Nueva York USA

### Por número de ganadoras
| Representación       | Títulos | Años                                                         |
| -------------------- | ------- | ------------------------------------------------------------ |
| Texas                | 10      | 1977, 1985, 1986, 1987, 1988, 1989, 1995←, 2001, 2008, 2022← |
| California           | 6       | 1959, 1966, 1975, 1983, 1992, 2011                           |
| Distrito de Columbia | 4       | 1964, 2002, 2016, 2017                                       |
| Nueva York           | 4       | 1952, 1979, 1995^, 1999                                      |
| Hawái                | 4       | 1962, 1972, 1978, 1997←2023~                                 |
| Illinois             | 4       | 1953, 1963, 1973, 1974                                       |
| Carolina del Norte   | 4       | 2005, 2009, 2019, 2022^                                      |
| Utah                 | 3       | 1957~, 1960←, 2023 (renunció)                                |
| Míchigan             | 3       | 1990, 1993, 2010                                             |
| Luisiana             | 3       | 1958, 1961, 1996                                             |
| Carolina del Sur     | 3       | 1954←. 1980←, 1994                                           |
| Kentucky             | 2       | 2006, 2021                                                   |
| Maryland             | 2       | 1957 (Destronada), 2012^                                     |
| Tennessee            | 2       | 2000, 2007                                                   |
| Massachusetts        | 2       | 1998, 2003                                                   |
| Ohio                 | 2       | 1965, 1981                                                   |
| Virginia             | 2       | 1969 1970                                                    |
| Misisipi             | 1       | 2020                                                         |
| Nebraska             | 1       | 2018                                                         |
| Oklahoma             | 1       | 2015                                                         |
| Nevada               | 1       | 2014                                                         |
| Connecticut          | 1       | 2013                                                         |
| Rhode Island         | 1       | 2012←                                                        |
| Misuri               | 1       | 2004                                                         |
| Idaho                | 1       | 1997^                                                        |
| Kansas               | 1       | 1991                                                         |
| Nuevo México         | 1       | 1984                                                         |
| Arkansas             | 1       | 1982                                                         |
| Arizona              | 1       | 1980^                                                        |
| Minnesota            | 1       | 1976                                                         |
| Washington           | 1       | 1968                                                         |
| Alabama              | 1       | 1967←                                                        |
| Florida              | 1       | 1967^                                                        |
| Iowa                 | 1       | 1956←                                                        |

← Ganó el título de Miss Universo

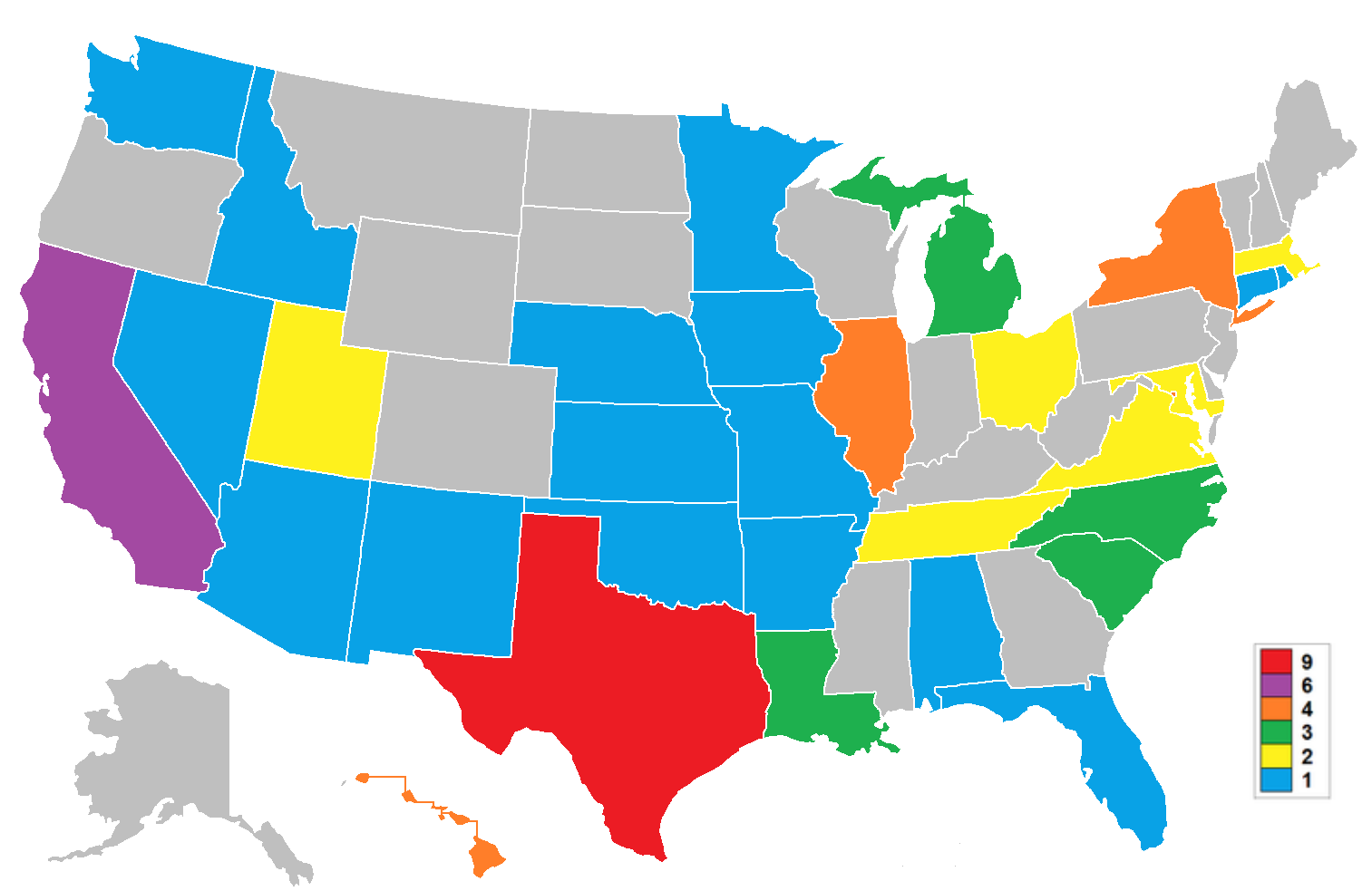
Mapa donde se señalan a los estados ganadores del título de Miss Estados Unidos (Incluyendo a las ganadoras que anteriormente fueron primeras finalistas).

^ Tomó el puesto de Miss USA, ya que la ganadora se convirtió en Miss Universo
~ La que reemplazó a la destronada Miss USAp

## Premios
Los premios más frecuentes en el Miss Estados Unidos son Miss Simpatía y Miss Fotogénica.
El premio de Miss Simpatía es escogido por las delegadas, y reconoce a las que son más amigables y hacen que la experiencia en el certamen sea inolvidable y divertida. En 1952 a 1964, cuando Miss USA y Miss Universo eran concursos simultáneos el premio de Miss Simpatía podría ser ganado por el Miss USA o Miss Universo. De hecho, en 1960, hubo un empate, con el premio a Miss Birmania Myint Myint May y Miss Luisiana, USA. Rebecca Fletcher. Vermont ha ganado cinco premios Simpatía, tres más que cualquier otro estado. Solo se ha presentado un empate en concurso Miss USA, cuando en 2015 las representantes de Alaska y Delaware obtuvieron tal reconocimiento. 
El premio de Miss fotogénica fue otorgado desde 1965, y fue elegido por los periodistas hasta 1996, cuando por primera vez fue escogido por los usuarios de Internet. Solo ha habido un empate en la historia del concurso, en 1980 cuando fue compartido con Jineane Ford de Arizona y Elizabeth Kim Thomas de Ohio. El estado que ha ganado más premios fotogénicos ha sido Virginia.
Otros premios que han existido son Mejor Traje Típico Estatal (1962-1993), Style (1995-2001) Y La de los Ojos Más Bonitos (1995). En 1998, un premio especial de Logro Distinguido fue dado a Halle Berry. Berry fue Miss Ohio USA 1986 y quedando como primera finalista Christy Fichtner de Texas. Después se convirtió en una aclamada actriz y ganadora de los premios Oscar.

## Locaciones
En los primeros años de la competencia (1952-1959) el certamen de Miss Estados Unidos se había celebrado en Long Beach, California. El certamen se movió después a Miami Beach, Florida en 1960 y se quedó ahí hasta 1971. En 1972 el concurso fue celebrado en Puerto Rico, la única vez que se ha hecho el concurso fuera de los Estados Unidos continentales.
Desde 1972 en adelante el certamen se ha celebrado en diferentes locaciones, generalmente dos o tres veces en cada lugar.
Al 2015 el certamen se ha celebrado en los siguientes estados:
Alabama (Mobile 1989), California, (Long Beach 1952-1959, Los Ángeles 2004, 2007), Florida (Miami Beach 1960-1971,1997 Lakeland 1984-1985, Miami 1986), Indiana (Gary 2001-2002), Kansas (Wichita 1990-1993), Luisiana (Shreveport 1997-1998), (Baton Rouge 2014-2015), Maryland (Baltimore 2005-2006), Misuri (Branson 1999-2000), Mississippi (Biloxi 1979-1982), Nevada (Las Vegas 2008 -2013), Nuevo México (Albuquerque 1987), Nueva York (Ciudad de Nueva York 1973, Niagara Falls 1974-1975), Carolina del Sur (Charleston 1977-1978), Tennessee (Knoxville 1983), Texas (El Paso 1988, South Padre Island 1994-1996, San Antonio 2003).

## Televisión
Muchas delegadas de Miss Estados Unidos y Miss Estados Unidos Adolescente han participado en reality shows y otros programas de concursos. Una de las delegadas más conocidas en participar en uno de esos programas fue Danni Boatwright, ganadora de Survivor: Guatemala, Nicole O'Brian y Christie Lee Woods de The Amazing Race 5 y Jennifer Murphy de The Apprentice 4.
En el 2007 Pageant Place, un reality show con Rachel Smith, Riyo Mori, Hilary Cruz, Katie Blair y Tara Conner salió al aire en MTV.